# Jules Déchin
Jules Déchin, né à Lille le 12 novembre 1869 et mort à Paris le 23 juillet 1947, est un sculpteur français.

## Biographie
Jules Ildephonse Déchin, frère aîné de Géry Déchin, débuta ses études à l'École des beaux-arts de sa ville natale de Lille, puis est admis à l'École des beaux-arts de Paris dans les ateliers de Jules Cavelier et d'Henri Chapu.
En 1898, il devient lauréat du prix Jean-Baptiste Wicar — équivalent du prix de Rome pour la ville de Lille — qui lui permet de résider pendant quatre ans à la via del Vantaggio à Rome. À l'issue de sa formation, il exécute de nombreuses œuvres dans toute la France ainsi qu'en Italie, Suisse, Belgique, Pays-Bas, Canada, États-Unis et Russie. Au début des années 1920, certaines de ses œuvres ont été éditées en fonte par la fonderie Durenne, notamment ses modèles de statues du Poilu mourant et de la France victorieuse qui ornent nombre de monuments aux morts de la Première Guerre mondiale.
En 1899, il devient gendre du sculpteur Louis Noël. Il obtient une médaille de 3e classe au Salon des artistes français de 1900, puis une médaille de 2e classe en 1904 et une médaille de 1re classe en 1907, année où il est placé en hors-concours.
Il meurt le 23 juillet 1947 à son domicile parisien, au no 114 bis de la rue de Vaugirard dans le 6e arrondissement de Paris. Il est enterré au cimetière de Montrouge aux côtés de son beau-père.

## Œuvres dans les collections publiques

### Canada
- Québec, parc de Sillery, à l'intersection du chemin Saint-Louis et de l'avenue du Maire Beaulieu : Monument à Jeanne d'Arc, 1931, statue pour la congrégation des Sœurs de Sainte Jeanne d'Arc au Canada, œuvre réalisée avec l'architecte Georges Dehaudt pour le 500e anniversaire de son martyre. Le bas-relief représente le cortège des découvreurs et des apôtres de la Nouvelle-France comme Jacques Cartier, Samuel de Champlain et Louis Hébert[6].

### États-Unis
- Washington : Goff Memorial (en), 1922, bronze, à la mémoire de Thomas Trueman Goff.

### France

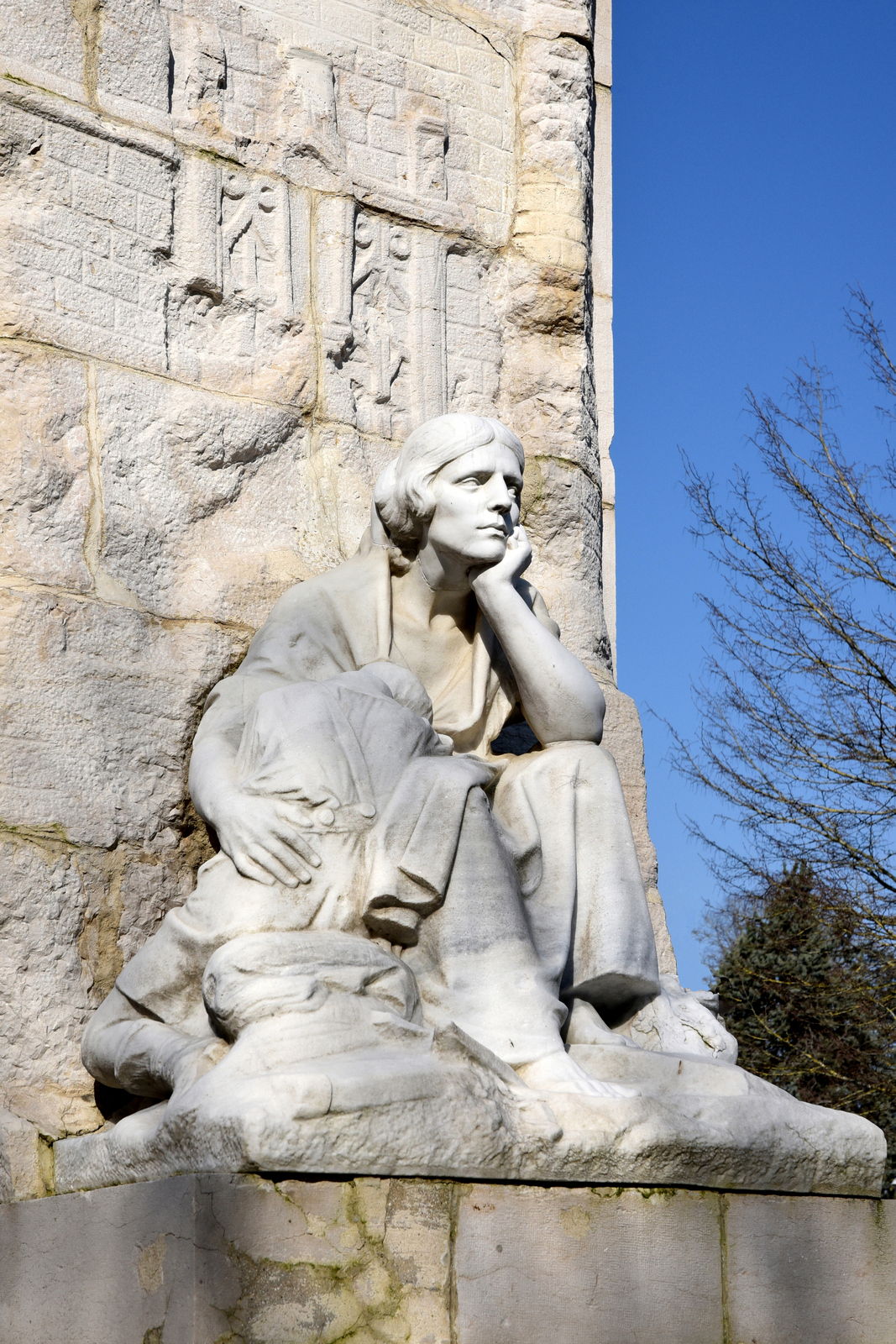
Détail du monument aux morts de Roye (1927).

- Arras (Pas-de-Calais), église Saint-Jean-Baptiste : Chemin de croix, 1930.
- Aumont-Aubrac (Lozère) : Monument aux morts de la Première Guerre mondiale, 1919.
- Bapaume (Pas-de-Calais) : Monument au général Faidherbe, 1929, d'après la maquette de Louis Noël dont le monument original avait été détruit pendant la Première Guerre mondiale.
- Belfort (Territoire de Belfort) : Monument des Trois sièges de Belfort, 1913, d'Auguste Bartholdi, achevé par Jules Déchin avec Louis Noël.

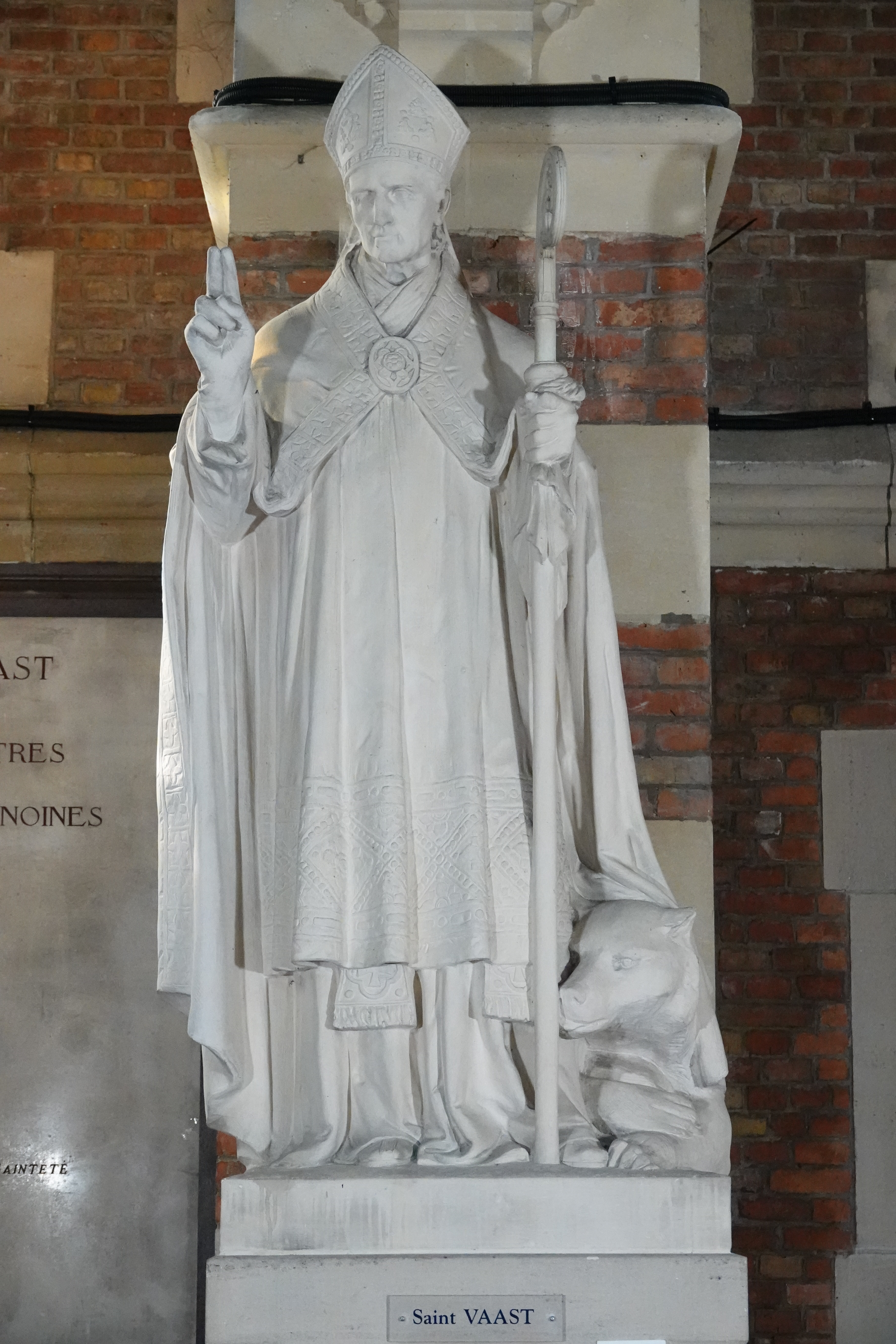
Statue de saint Vaast dans l'église Saint-Vaast de Béthune.

- Béthune (Pas-de-Calais), église Saint-Vaast : statue de Saint Vaast en pierre (années 1920-1930)
- Bordeaux (Gironde) , cours Xavier-Arnauzan : Monument à Jeanne d'Arc, 1950[7].
- Chaulnes (Somme) : Monument aux morts de la Première Guerre mondiale, 1924, statues en fonte du Poilu mourant et de la France victorieuse[8].
- Framerville-Rainecourt (Somme) : Monument aux morts de la Première Guerre mondiale, 1926.
- Guemps (Pas-de-Calais) : Monument aux morts de la Première Guerre mondiale, 1920.
- Gueudecourt (Somme) : Monument aux morts de la Première Guerre mondiale, 1929.
- Lezennes (Nord) : La France Victorieuse (d), 1920, statue d'édition en fonte bronzée.
- Lille (Nord) :
  - palais des Beaux-Arts :
    - Jean-Baptiste Wicar, 1900, statue en marbre, envoi de Rome ;
    - Philippe-Laurent Roland, statue en marbre, médaille de 1re classe ;
    - Buste de femme, marbre ;
    - Jeanne d'Arc, statue en bronze.

  - place du Concert : Monument au maire André, 1908. La statue en bronze est déboulonnée et fondue par les autorités allemandes pendant la Première Guerre mondiale. Une statue de remplacement identique est installée en 1922[9].
- Lourdes Consolatrix afflictorum, exposé à Paris en 1912 au salon des artistes français[10].
- Merlimont (Pas-de-Calais) : Monument aux morts de la Première Guerre mondiale, 1922.
- Montbard (Côte-d'Or) : Monument du statuaire Eugène Guillaume, 1911, bronze, envoyé à la fonte sous le régime de Vichy[11].
- Ploumagoar (Côtes-d'Armor) : Monument aux morts de la Première Guerre mondiale, 1923, statues en fonte du Poilu mourant et de la France victorieuse[12].
- Roye (Somme) : Monument aux morts de la Première Guerre mondiale, 1927.
- Saint-Just (Dordogne) : Monument aux morts de la Première Guerre mondiale, 1920, statue en fonte du Poilu mourant.
- Souchez (Pas-de-Calais) : Monument à la Gloire de la Division Barbot, 1937, réalisé avec son fils, l'architecte Pierre Déchin. Cette statue a été inaugurée devant plus de 50 000 personnes dont une grande partie d'anciens combattants.
- Le Touquet-Paris-Plage (Pas-de-Calais) : la statue de Jeanne d'Arc de l'église Sainte-Jeanne-d'arc[13].
- Vieux-Vy-sur-Couesnon (Ille-et-Vilaine) : Monument aux morts de la Première Guerre mondiale, 1921, statue en fonte du Soldat blessé[14].

### Italie
- Rome, Accademia di San Luca : Jean-Baptiste Wicar, vers 1900, buste en plâtre.

### Pays-Bas
- Oploo : Le Sacré-Cœur de Jésus, 1930, statue en fonte, fonderie Denonvilliers.

### Œuvres d'édition
Ces œuvres reproduites en série, ornent de nombreux monuments aux morts. Elles ont parfois été badigeonnées d'une polychromie postérieure à l'érection.

#### Poilu mourant
La statue du Poilu mourant représente un poilu en uniforme. Il est couché, tête nue, tient son fusil dans sa main droite, sa main gauche sur la poitrine. Il regarde en l'air. Sa jambe droite est fléchie.
Elle orne les monuments aux morts de Athies, Aumont-Aubrac, Béthencourt (dans le cimetière), Bief-du-Fourg, Boisleux-au-Mont, Brunembert, Caden, Chaulnes, Corcieux, Elven, Germigny, Herly (dans l'église Saint-Pierre), Jouey, Juvigny-sous-Andaine, Lézardrieux, Ligny-en-Cambrésis, Les Vans, Loos-en-Gohelle, Marchenoir, Mercatel, Ohain, Origny-en-Thiérache, Pévy, Pleines-Œuvres, Ploumagoar, Pont-Farcy, Saint-Just,, Saint-Laurent-de-Brèvedent, Saint-Porchaire, Saint-Romain-de-Colbosc, Tannois, Thiembronne et Urcel.
La statue de poilu sur le monument aux morts de Bertry présente une forte ressemblance avec le Poilu mourant.

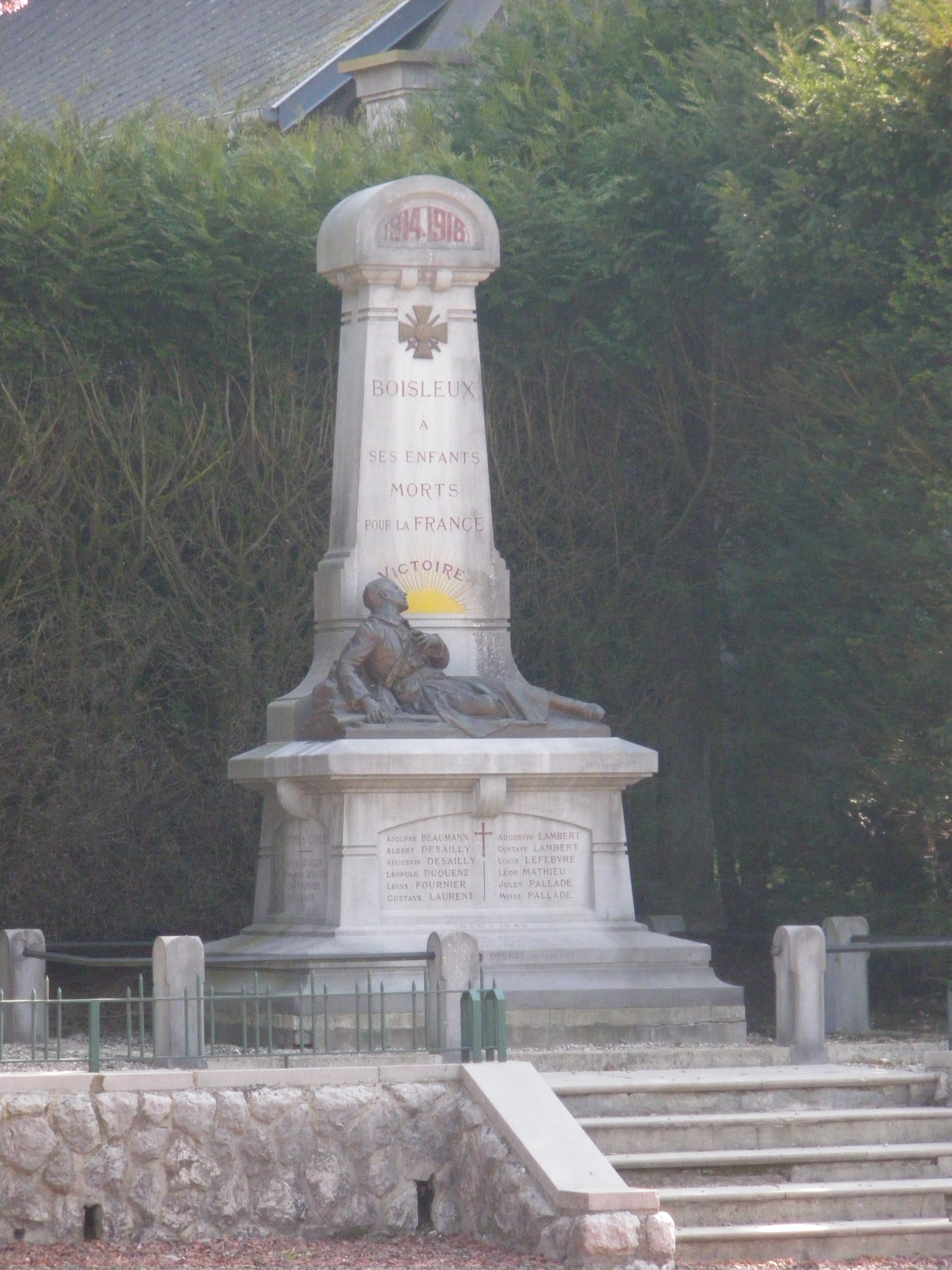
Monument aux morts de Boisleux-au-Mont.
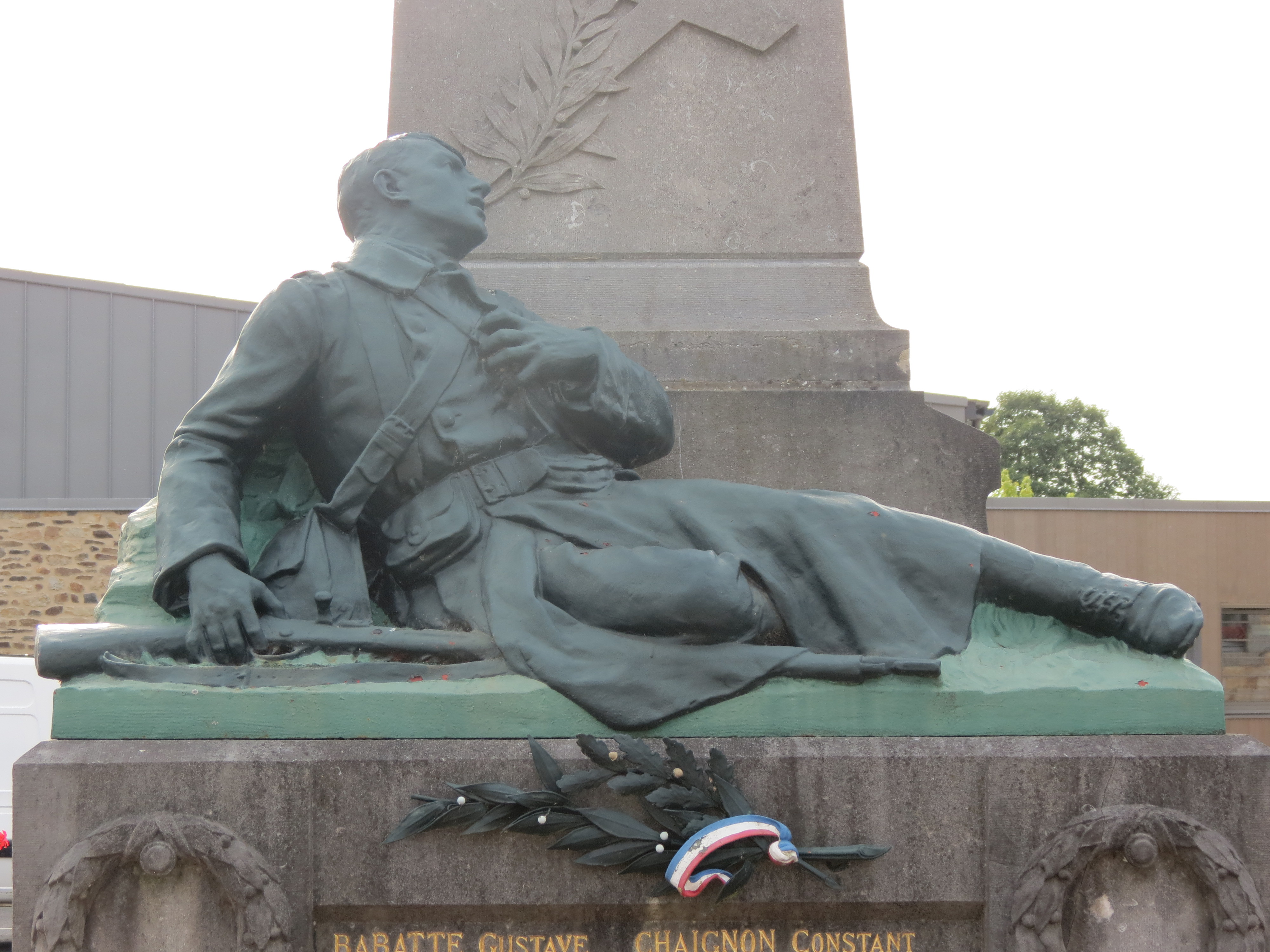
Monument aux morts de Juvigny-sous-Andaine.
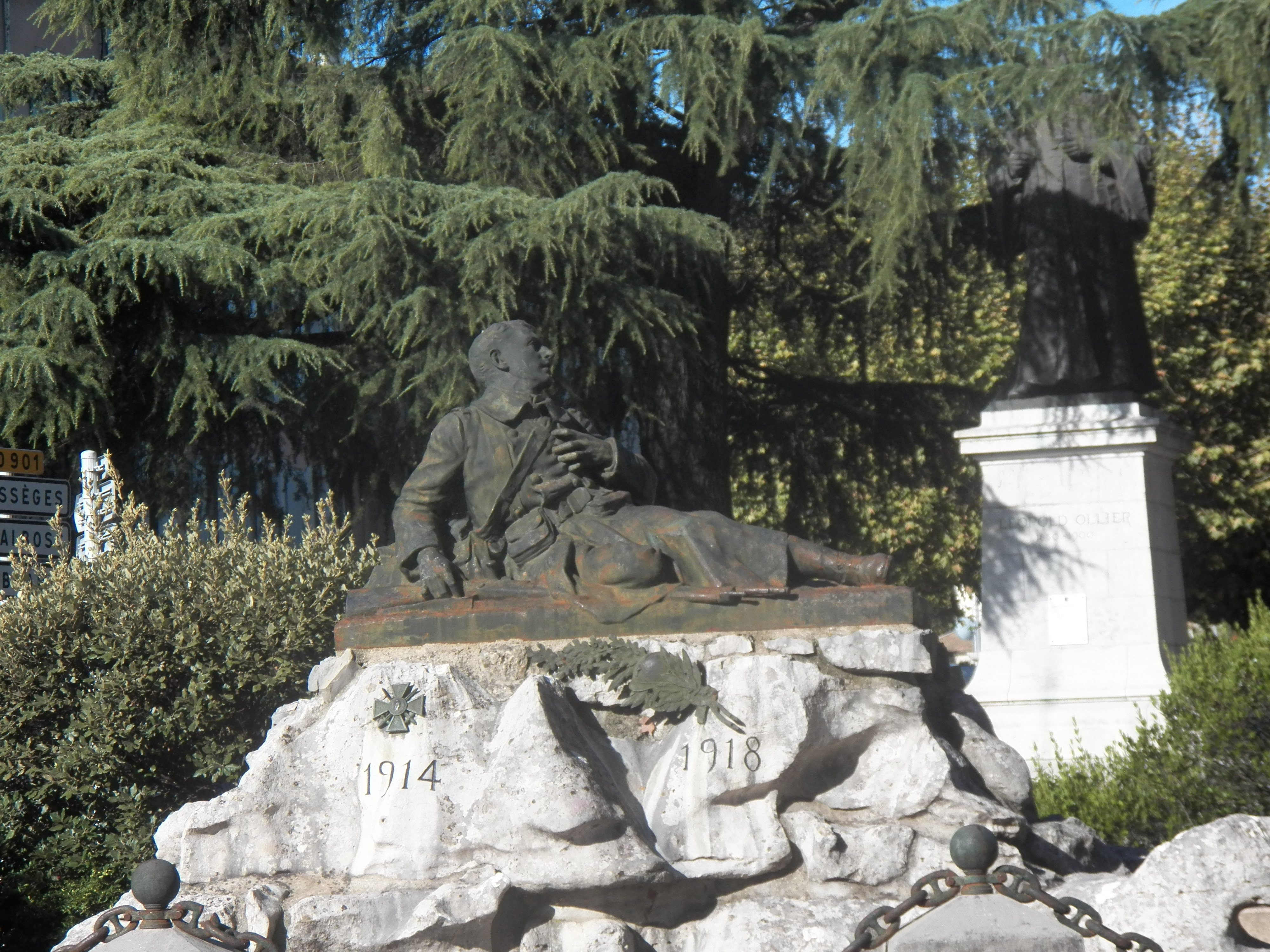
Monument aux morts des Vans.
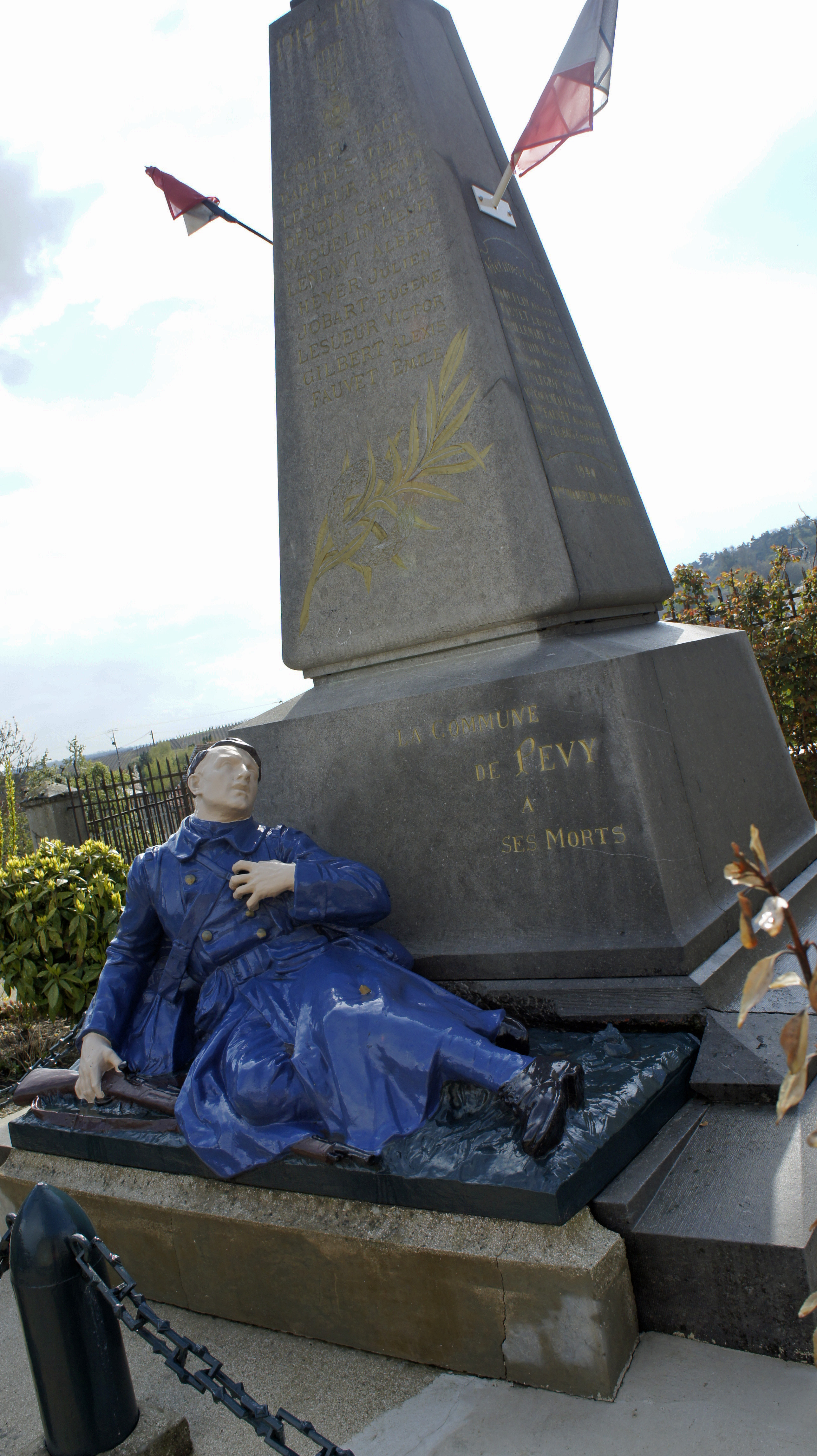
Monument aux morts de Pévy.
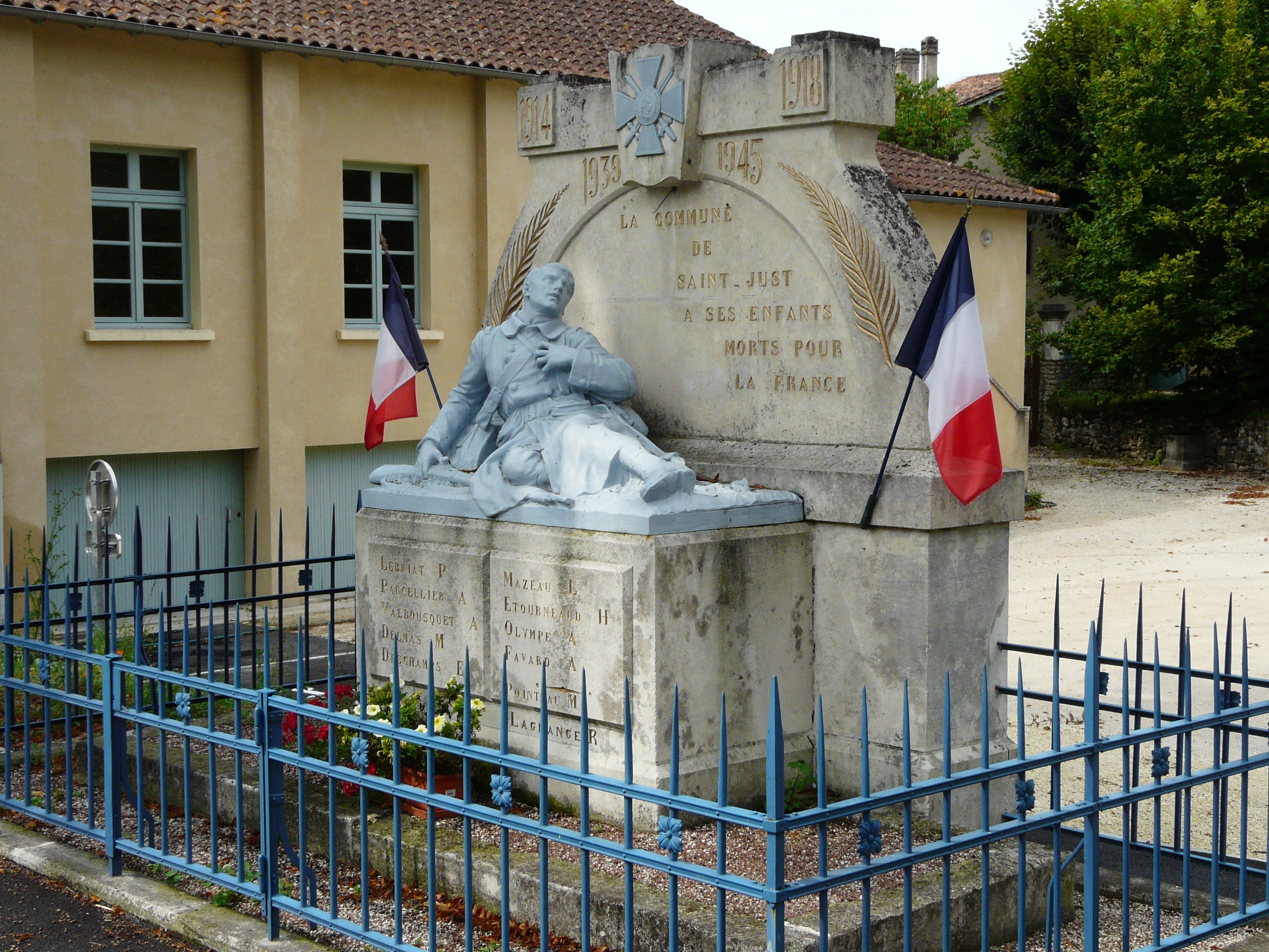
Monument aux morts de Saint-Just.

#### Poilu blessé
Également appelée Soldat agonisant ou Soldat blessé, la statue du Poilu blessé représente un poilu (soldat français de la Première Guerre mondiale) en uniforme. Il est debout, tête nue, sa main gauche sur la poitrine. Son bras droit et sa jambe droite fléchie en appui sur un muret lui permettent de se maintenir debout.
Elle orne les monuments aux morts de Béthencourt, Biffontaine, Boujailles, Casson, Courvières, Écoust-Saint-Mein, La Chapelle-Bouëxic, La Ferté-Chevresis, Lépine, Senan et Vieux-Vy-sur-Couesnon.

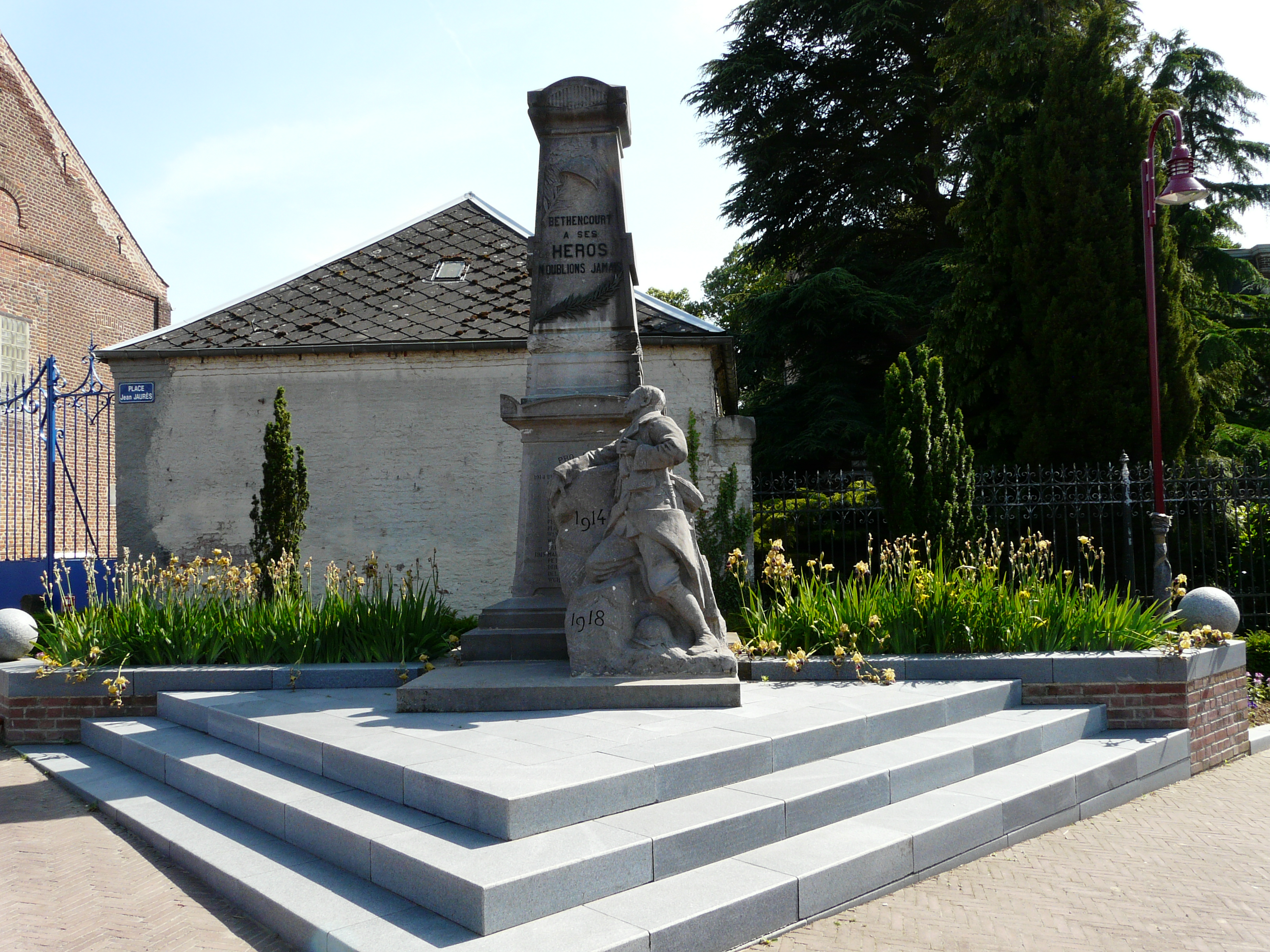
Monument aux morts de Béthencourt.
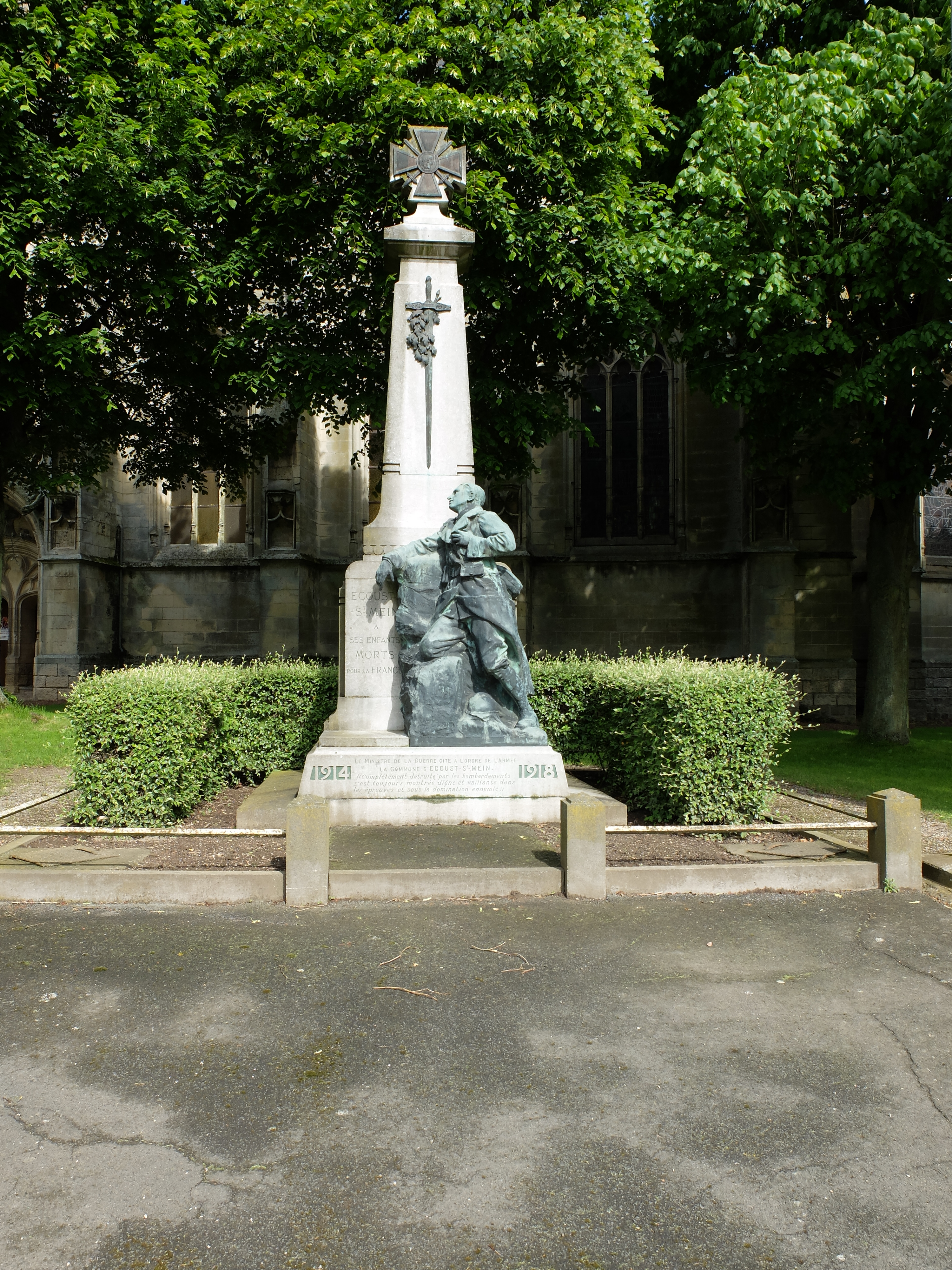
Monument aux morts d'Écoust-Saint-Mein.
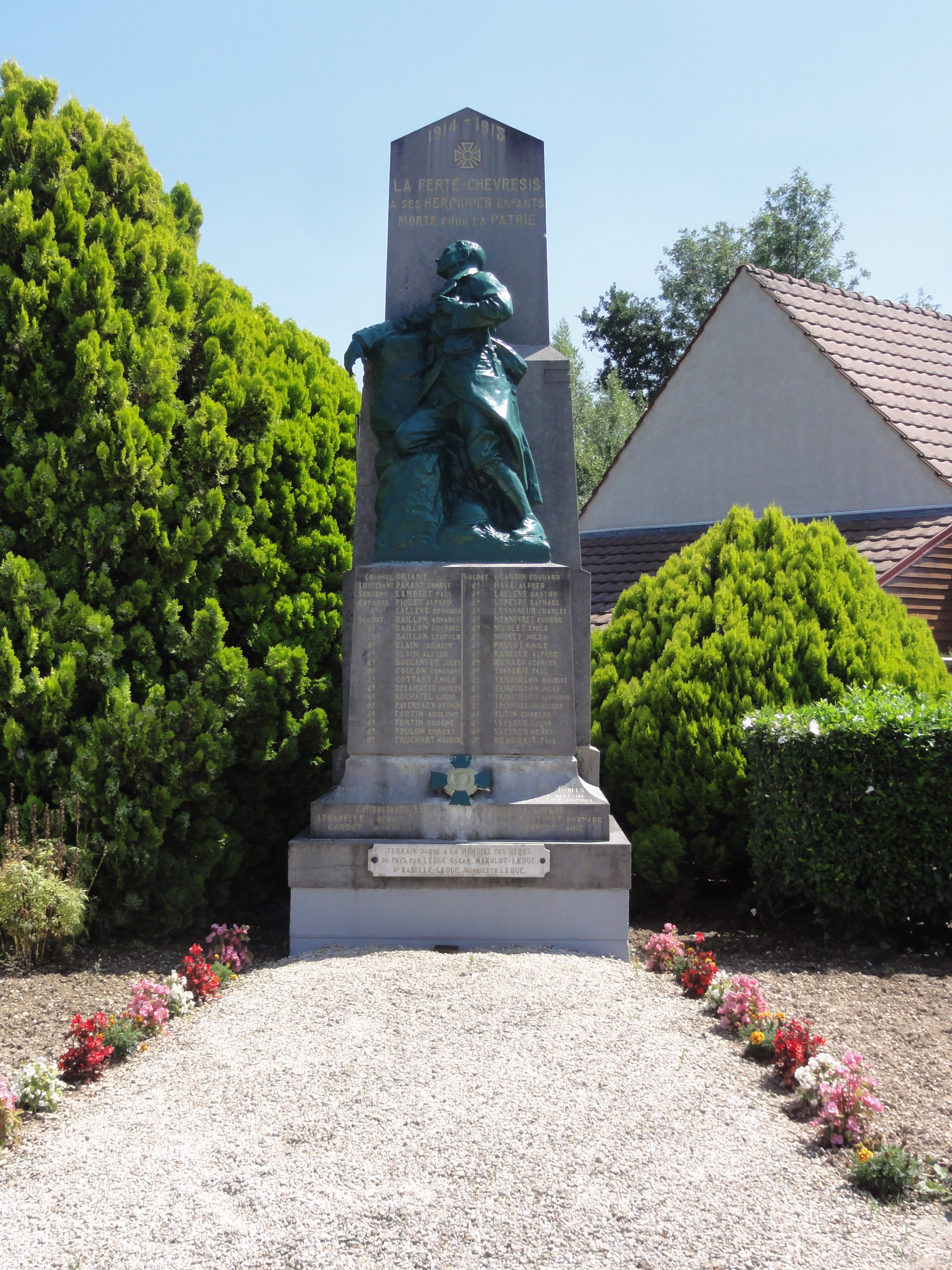
Monument aux morts de La Ferté-Chevresis.
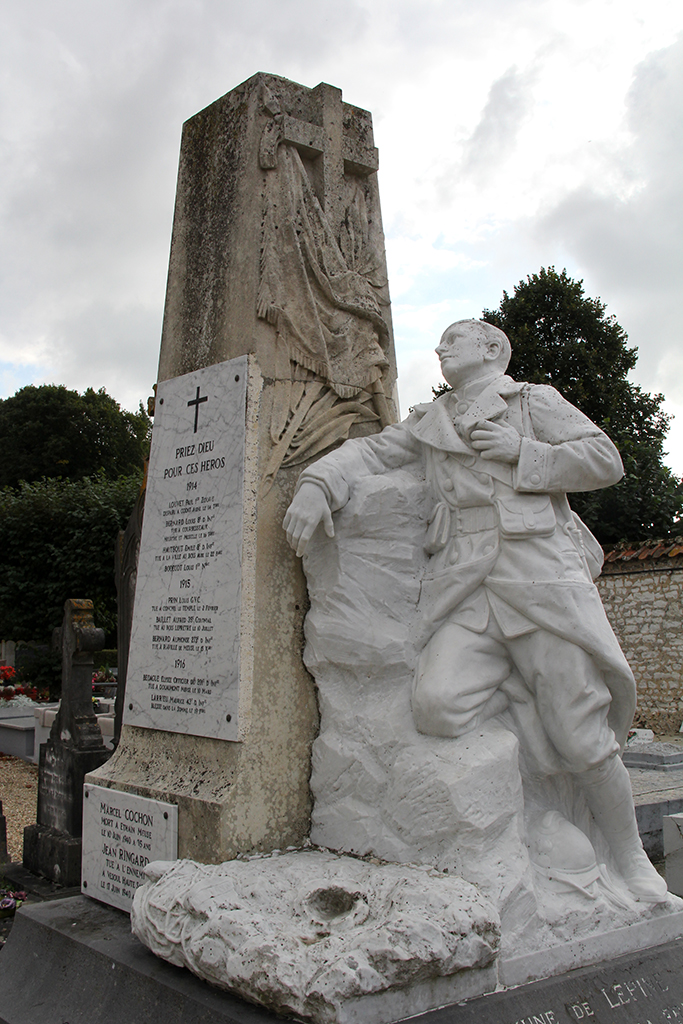
Monument aux morts de Lépine.
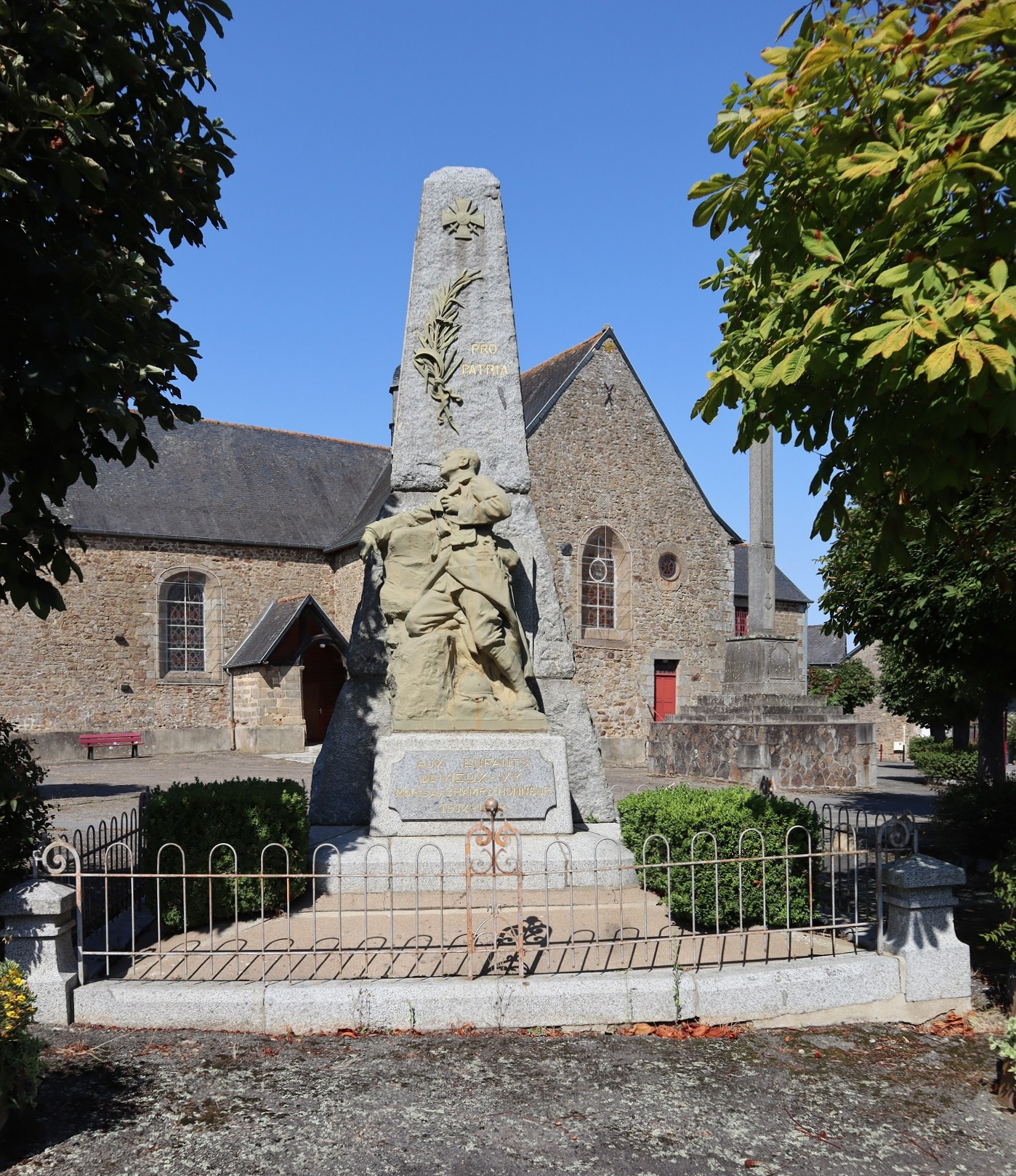
Monument aux morts de Vieux-Vy-sur-Couesnon.

#### La France victorieuse
La statue de La France Victorieuse orne les monuments aux morts de Betchat, Béthencourt (dans le cimetière), Brieulles-sur-Bar, Chaulnes, Courvières, Eysus, Fontaine-lès-Luxeuil, Granges-sur-Vologne, Gueugnon, Lezennes, Ploumagoar, Pont-Farcy et Saint-Romain-de-Colbosc.

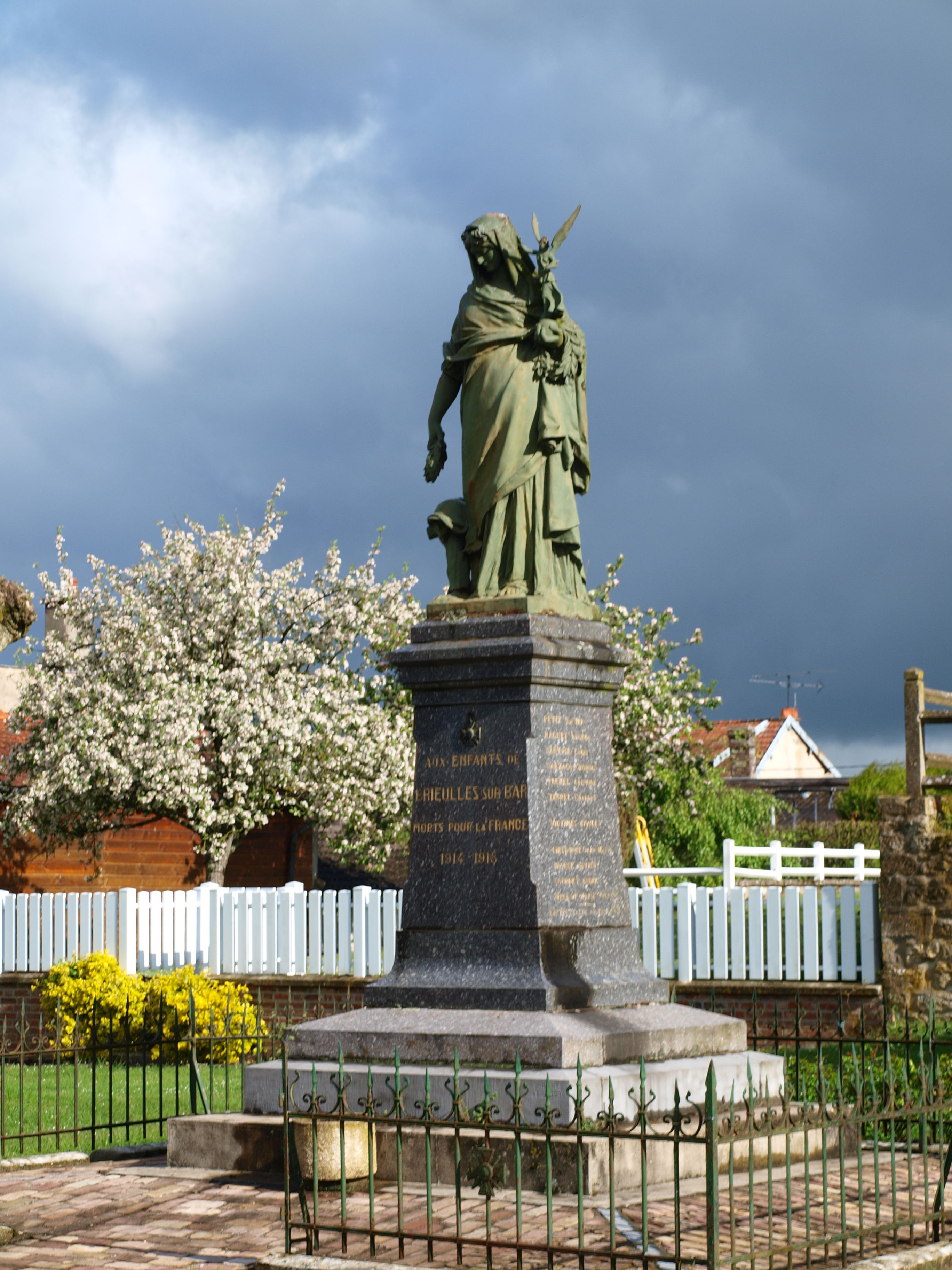
Monument aux morts de Brieulles-sur-Bar.
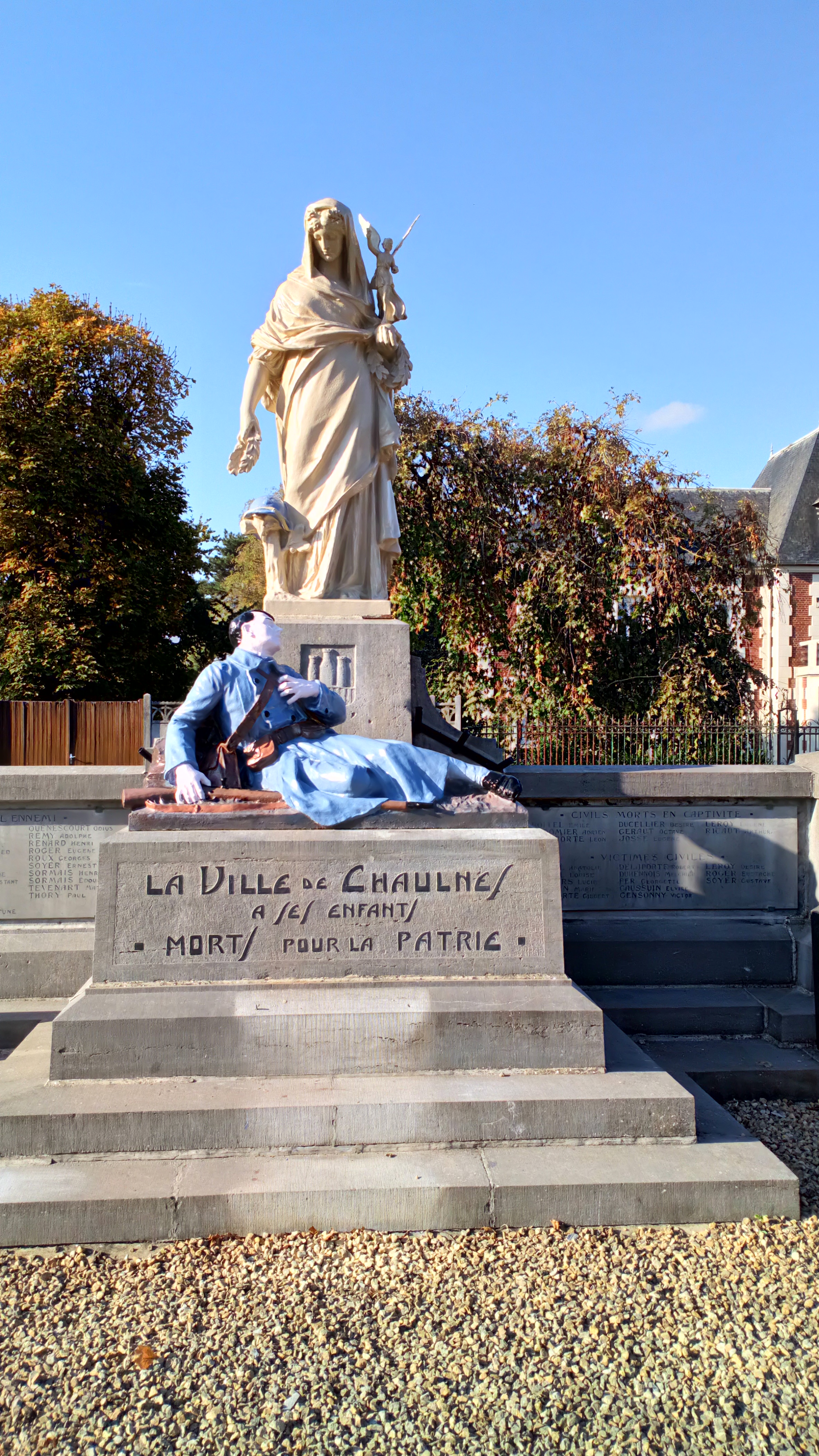
Monument aux morts de Chaulnes.
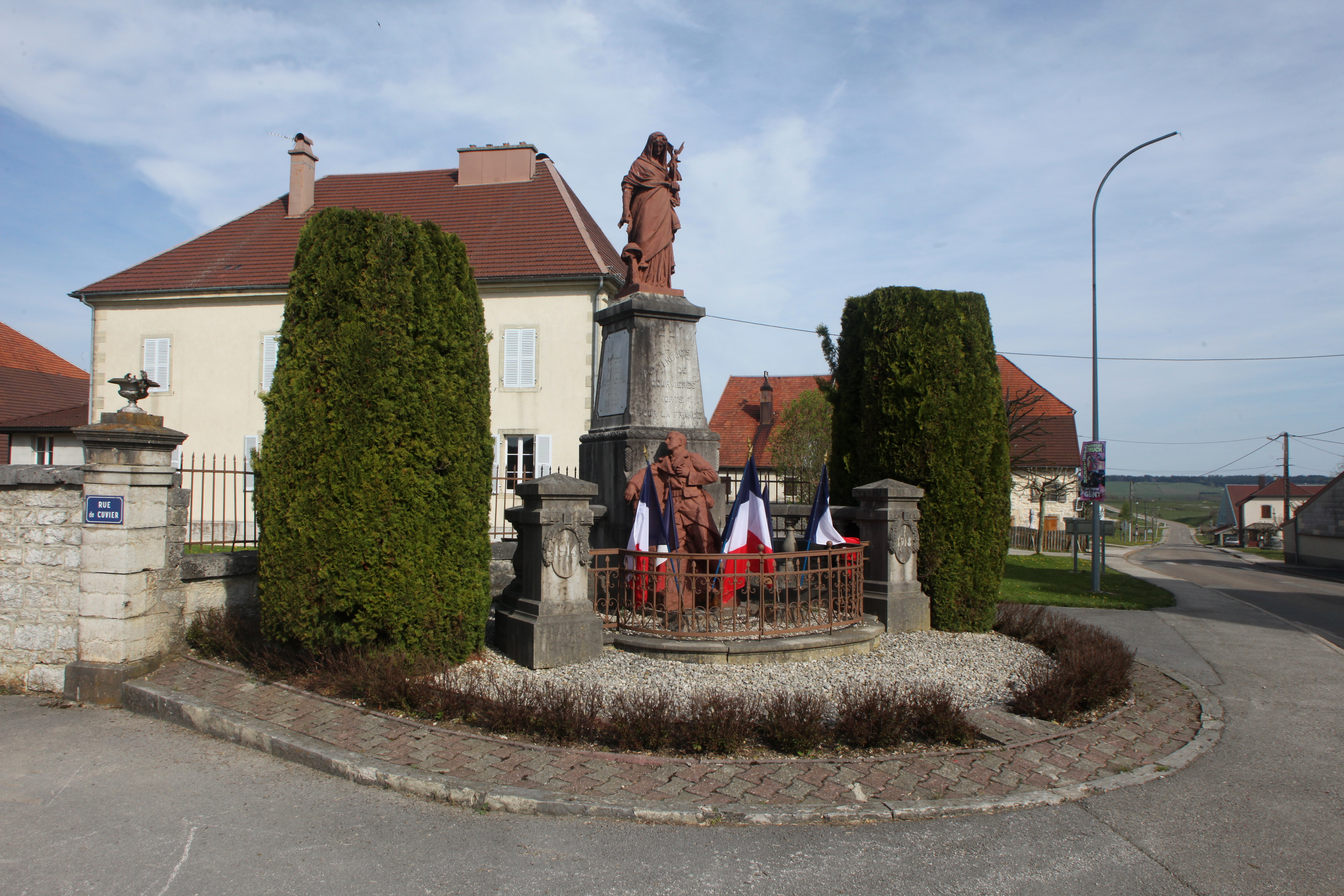
Monument aux morts de Courvières.
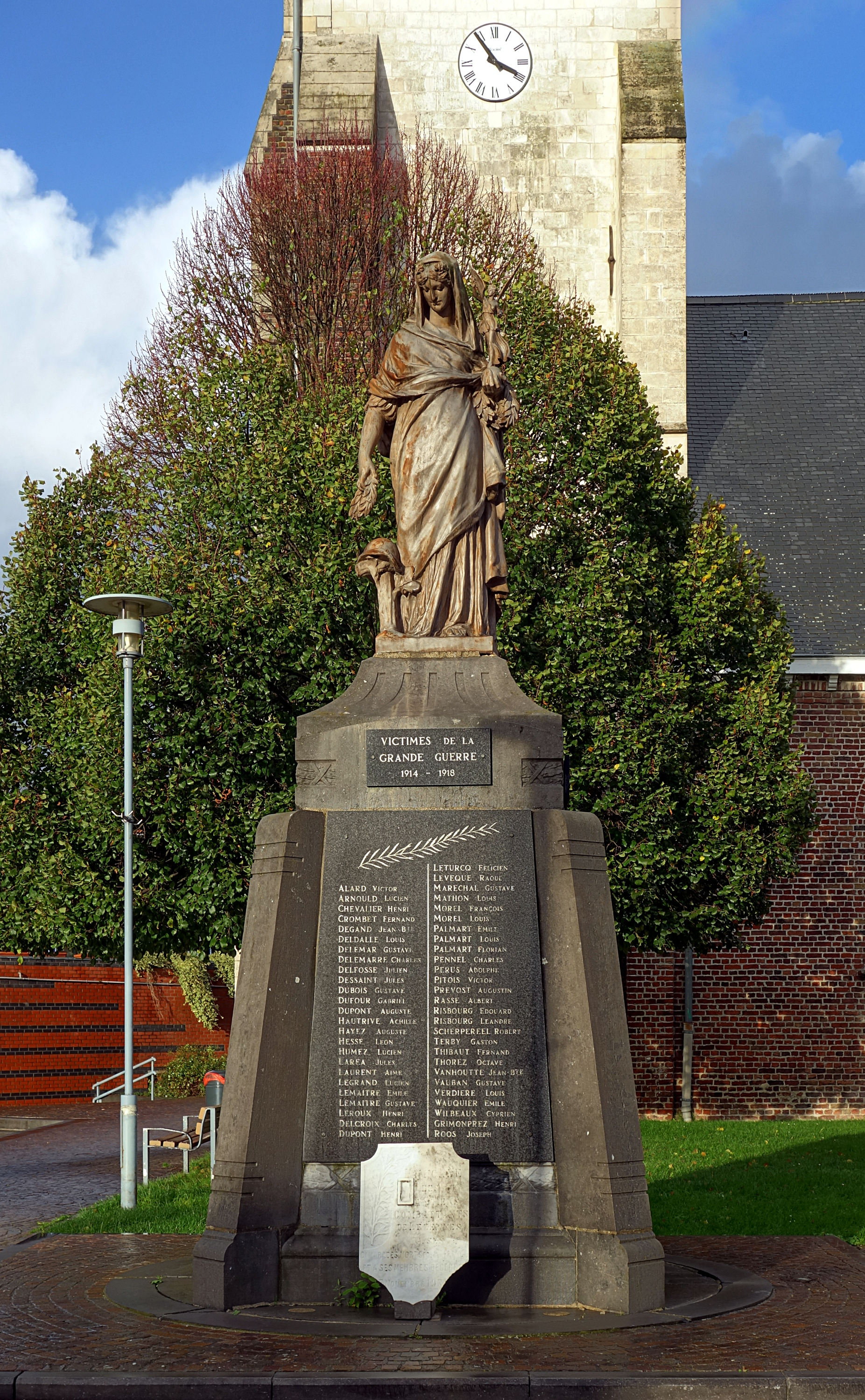
Monument aux morts de Lezennes.
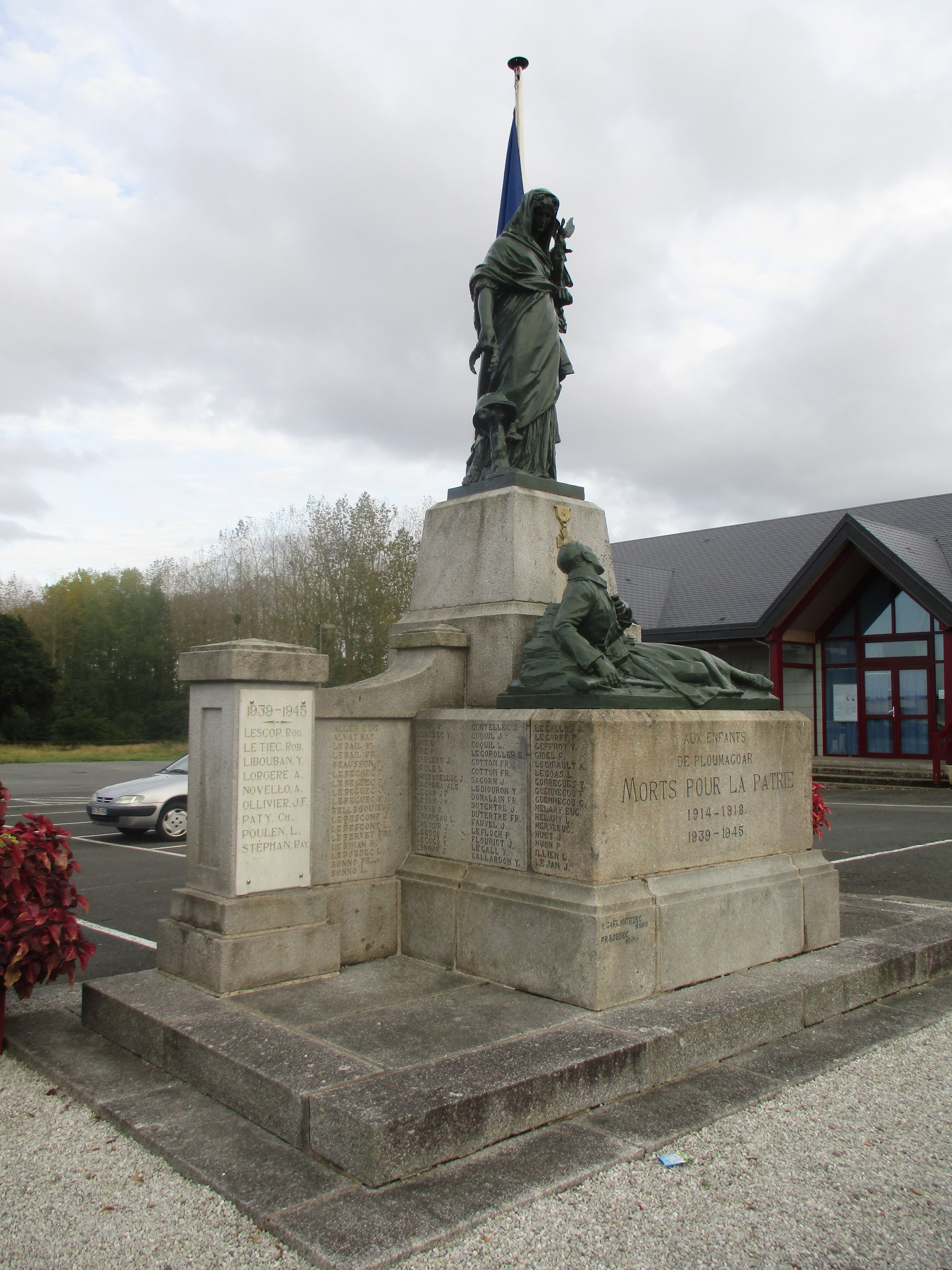
Monument aux morts de Ploumagoar.

#### Armistice
Également appelée Poilu Armistice ou Armistice 11 novembre 1918, la statue de l'Armistice représente un poilu (soldat français de la Première Guerre mondiale) en uniforme. Il est debout les pieds joints, casque sur la tête, tient dans sa main gauche son fusil dont la crosse repose à terre. Il regarde en l'air, son bras droit levé, la main ouverte. Le texte « 11 novembre 1918 » est écrit en creux sur la terrasse.
Elle orne les monuments aux morts de Bancourt, Beaurains, Braye-en-Laonnois, Colombier, Esquiule, Flines-lez-Raches, Germinon, Glère, Guer, Gueudecourt, Le Tiercent, Nontron, Pianottoli-Caldarello, Rouvroy-sur-Marne, Rozières et Villeneuve-la-Guyard.

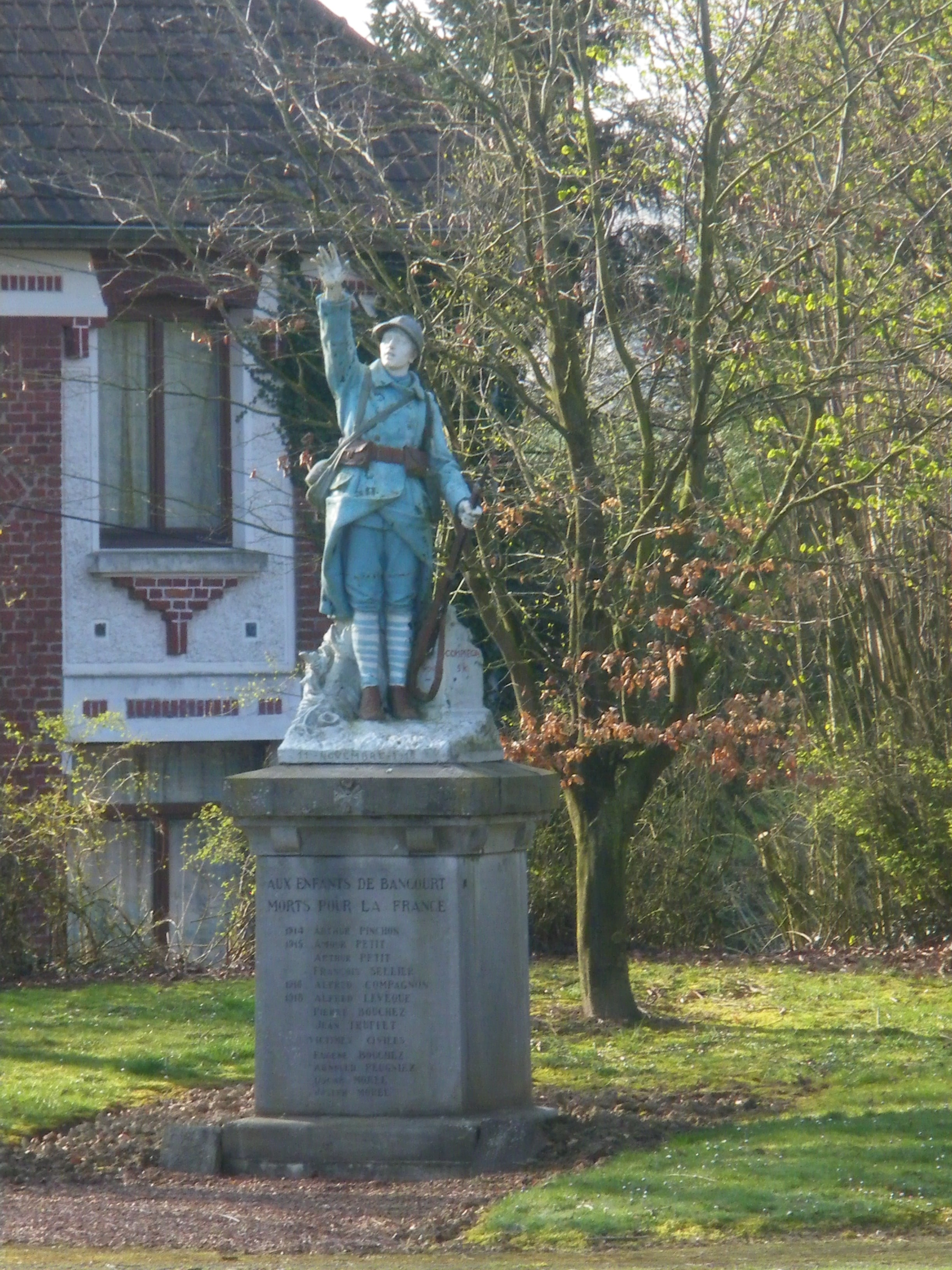
Monument aux morts de Bancourt.
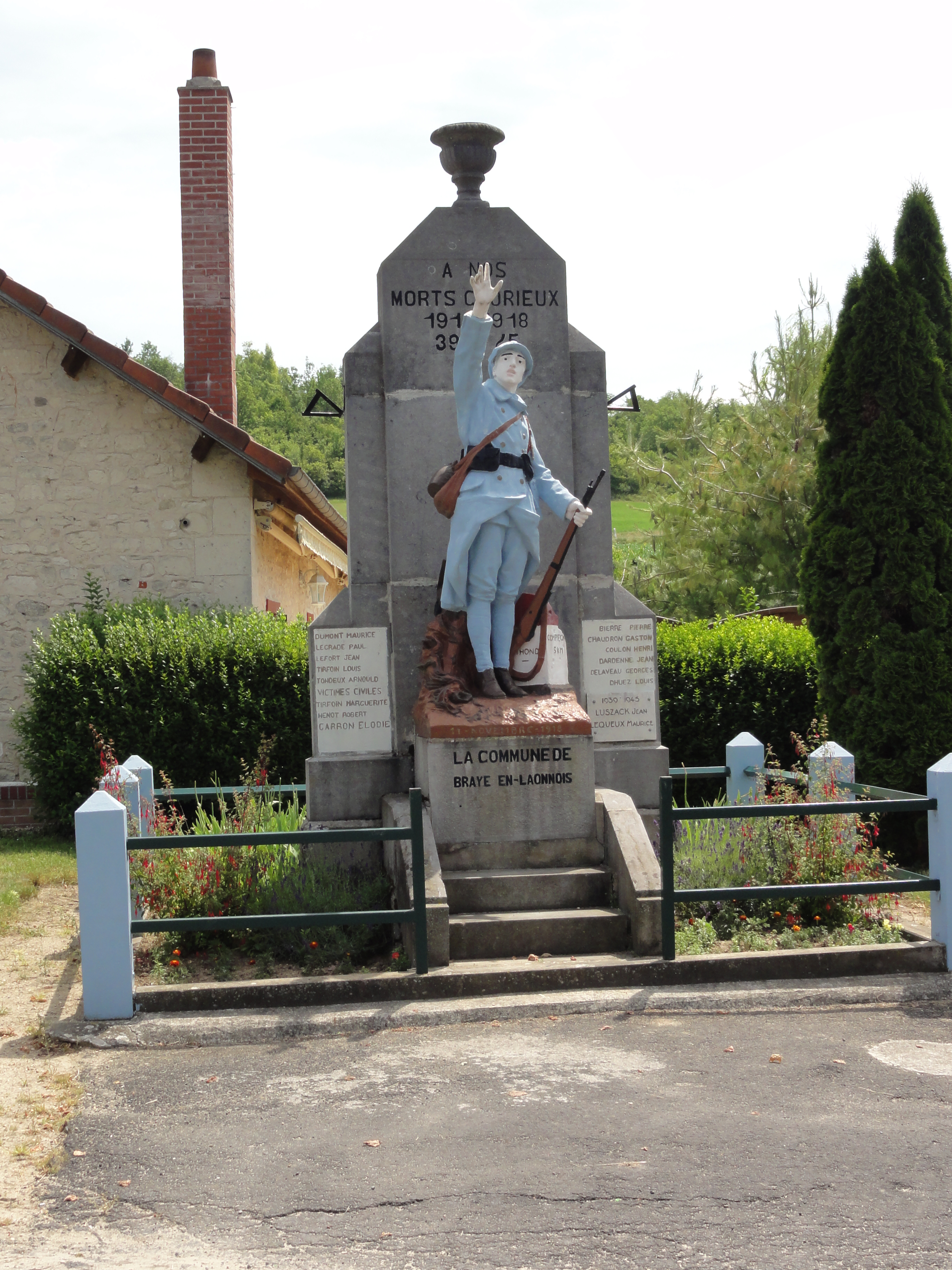
Monument aux morts de Braye-en-Laonnois.
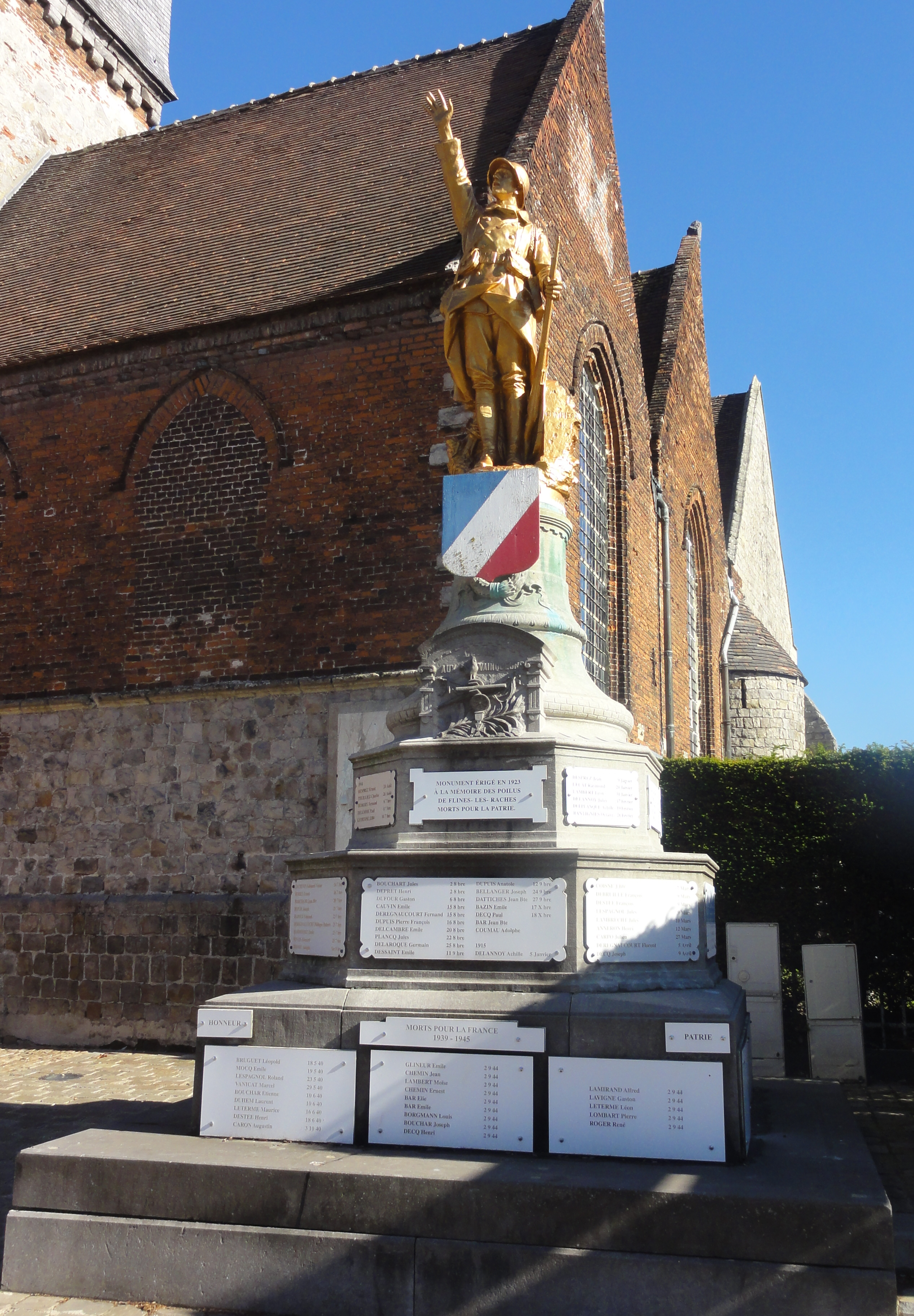
Monument aux morts de Flines-lez-Raches.
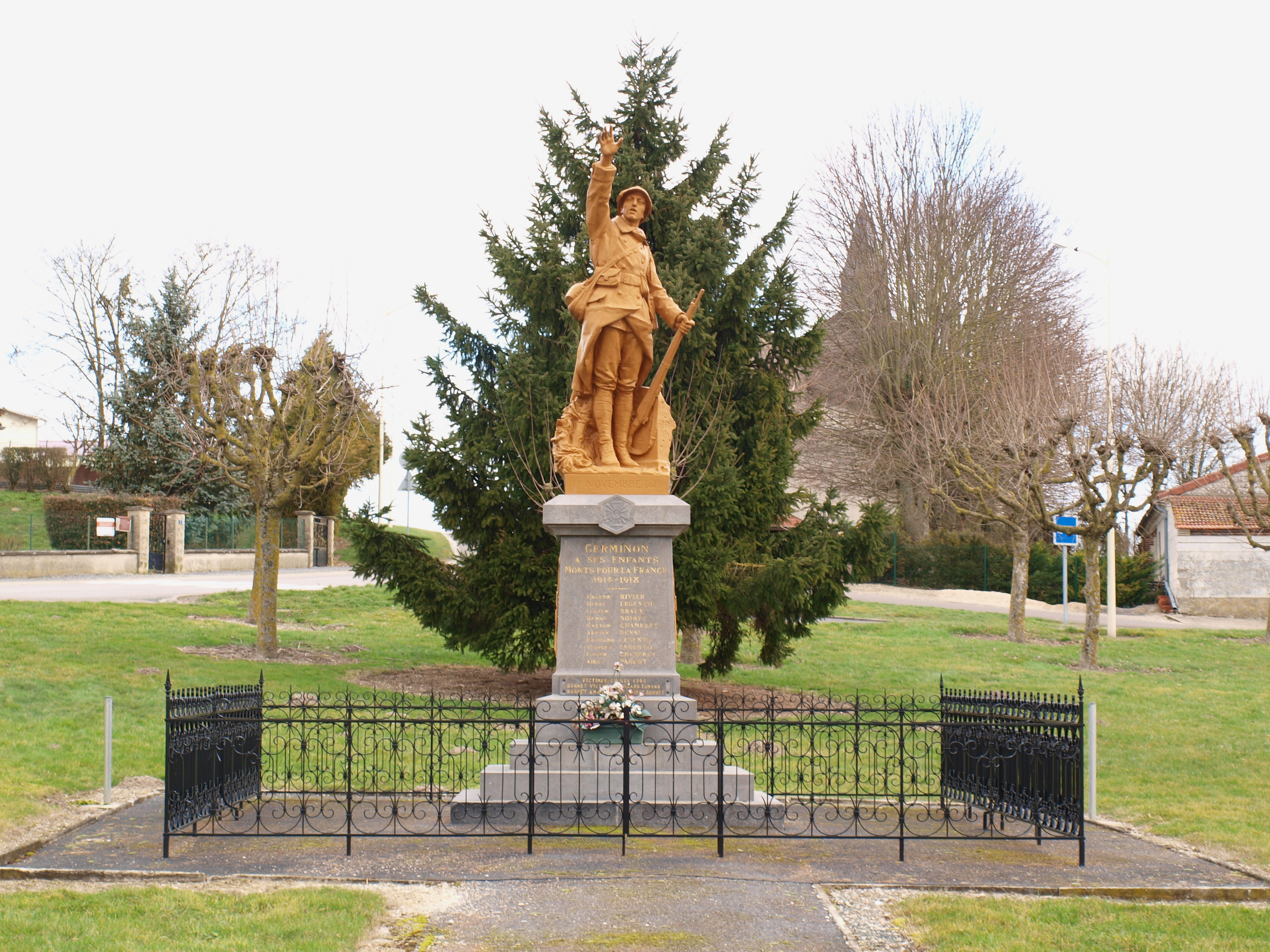
Monument aux morts de Germinon.
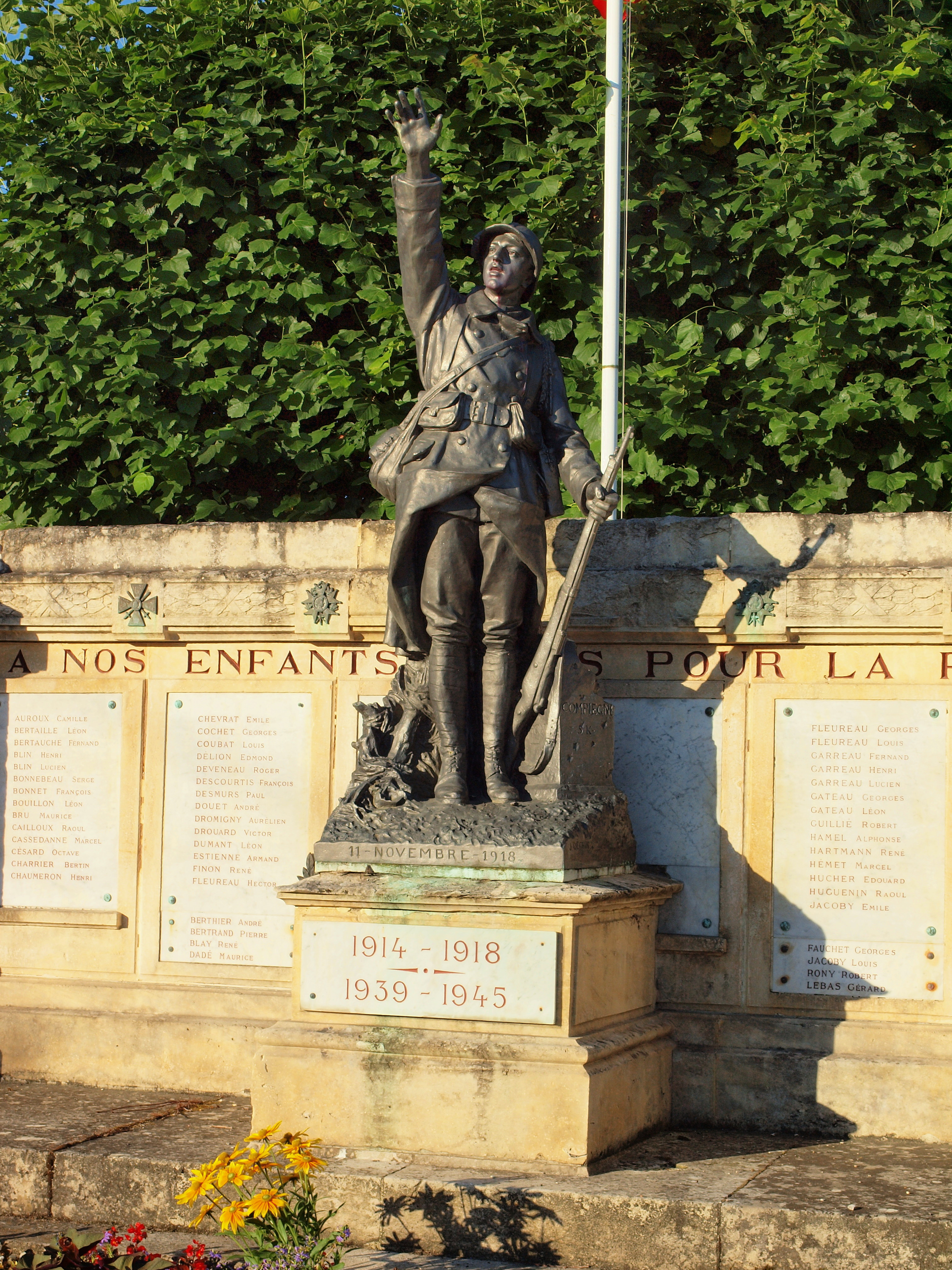
Monument aux morts de Villeneuve-la-Guyard.

#### Poilu avec fusil
Le Poilu avec fusil est un relief en ronde-bosse destiné à être posé en applique. Il représente un poilu en uniforme. Il est debout, tient dans sa main droite son fusil dont la crosse repose à terre, son bras gauche est fléchi, la main sur la cartouchière de ceinture et sa tête est tournée vers sa droite.
Il orne les monuments aux morts de Baillé, Cirfontaines-en-Azois, Esquennoy, Francastel, La Vallée-Mulâtre, Le Deschaux, Néronde, Neuville-Vitasse.

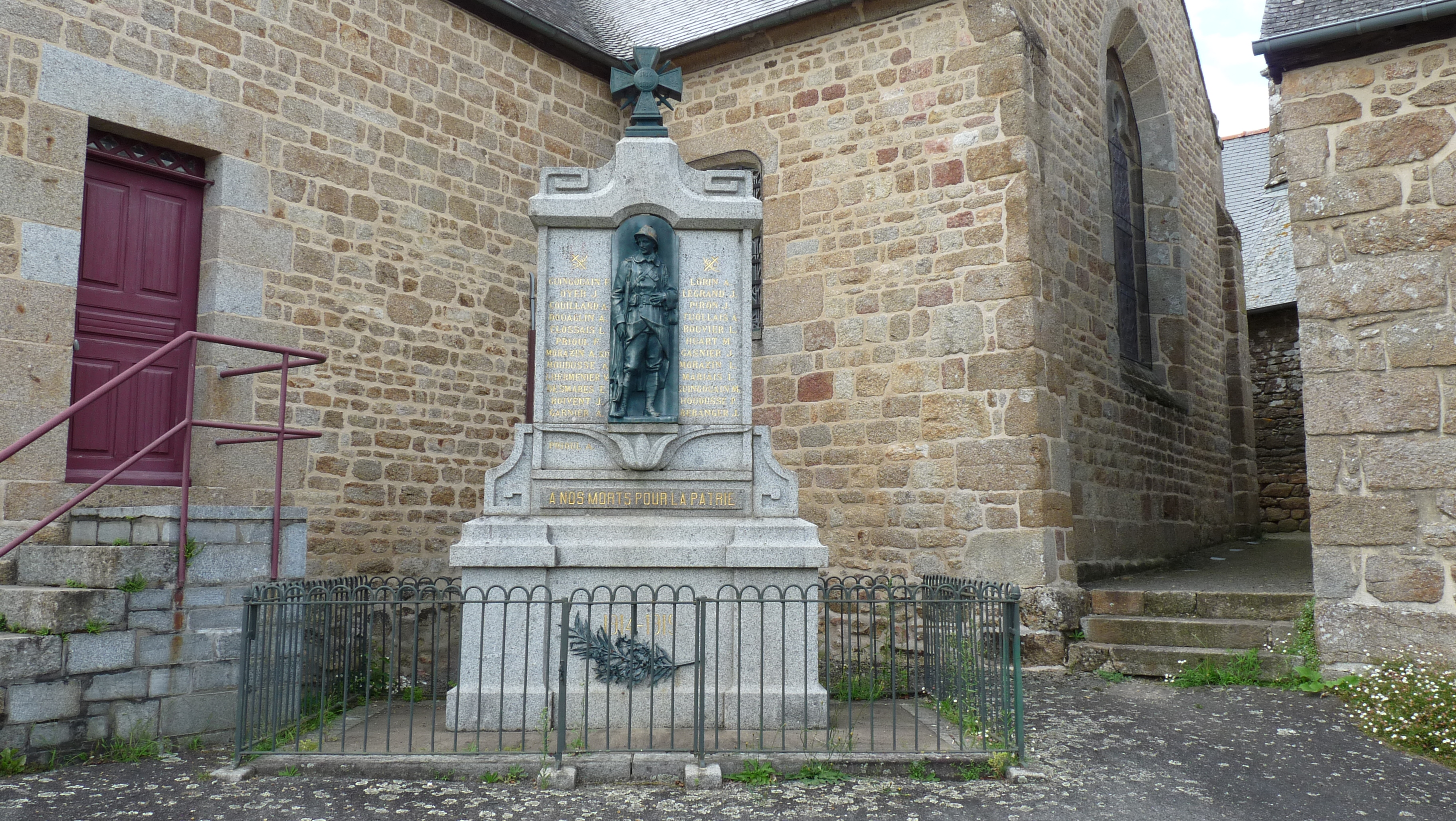
Monument aux morts de Baillé.
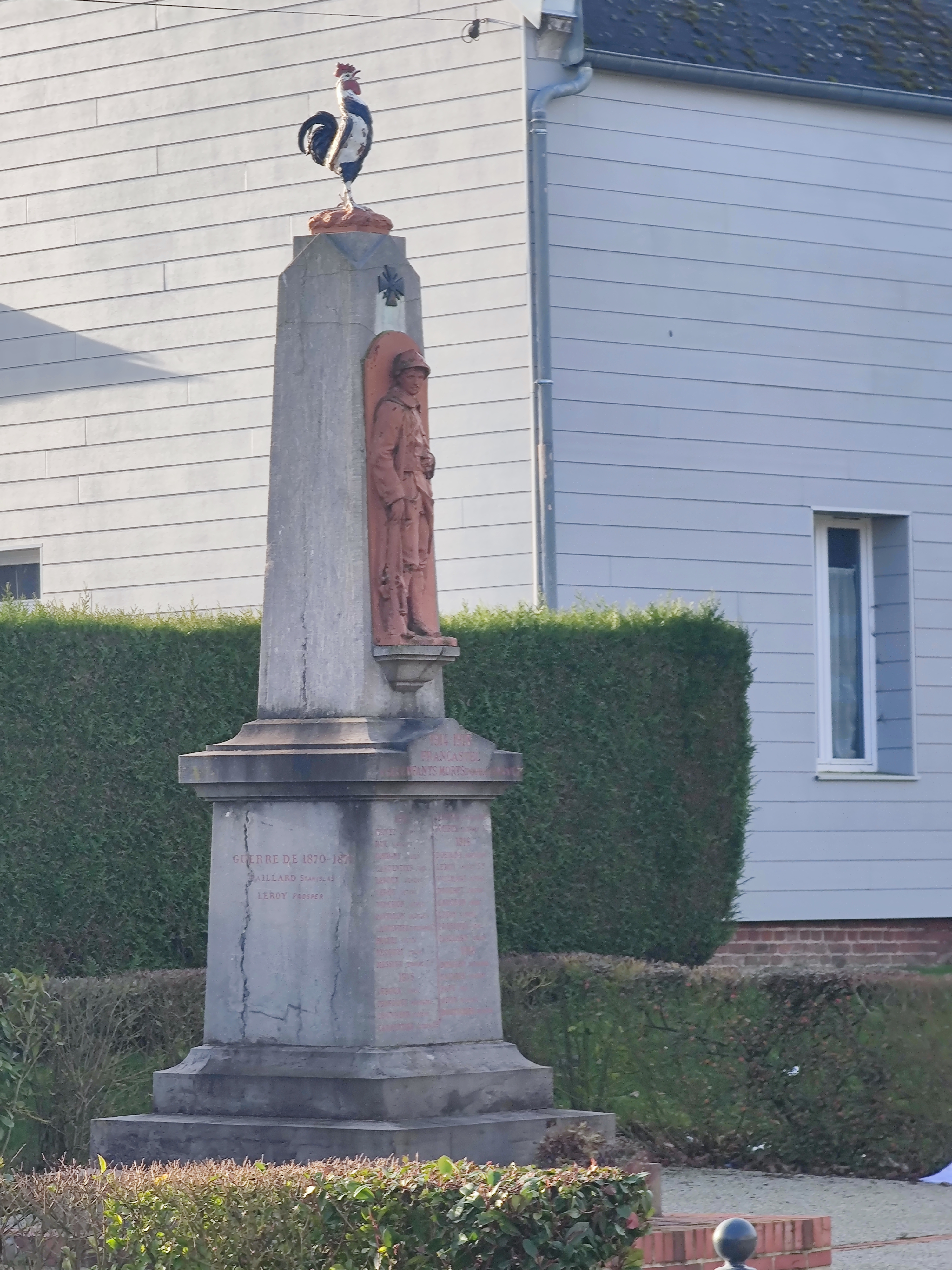
Monument aux morts de Francastel.
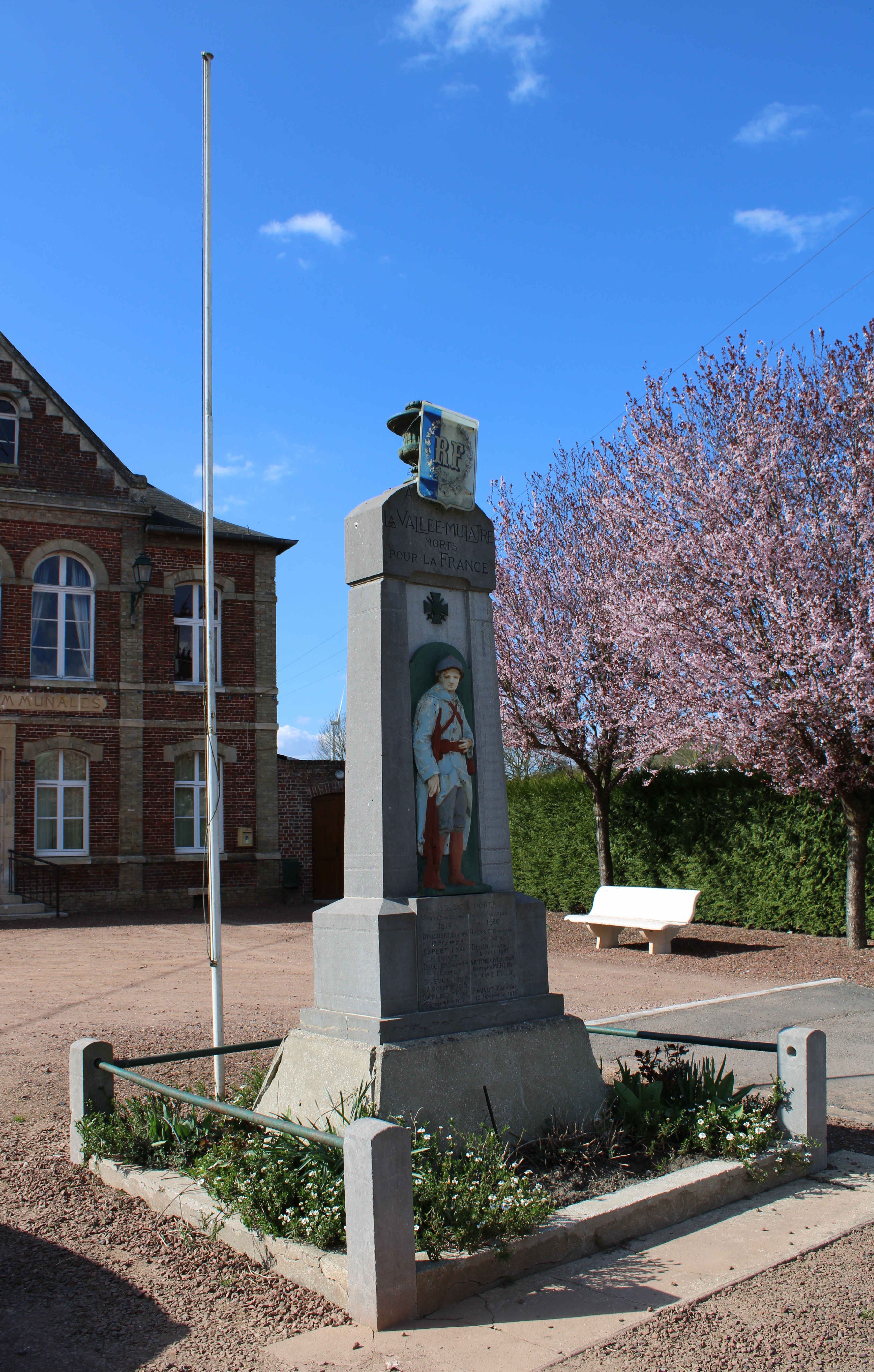
Monument aux morts de La Vallée-Mulâtre.
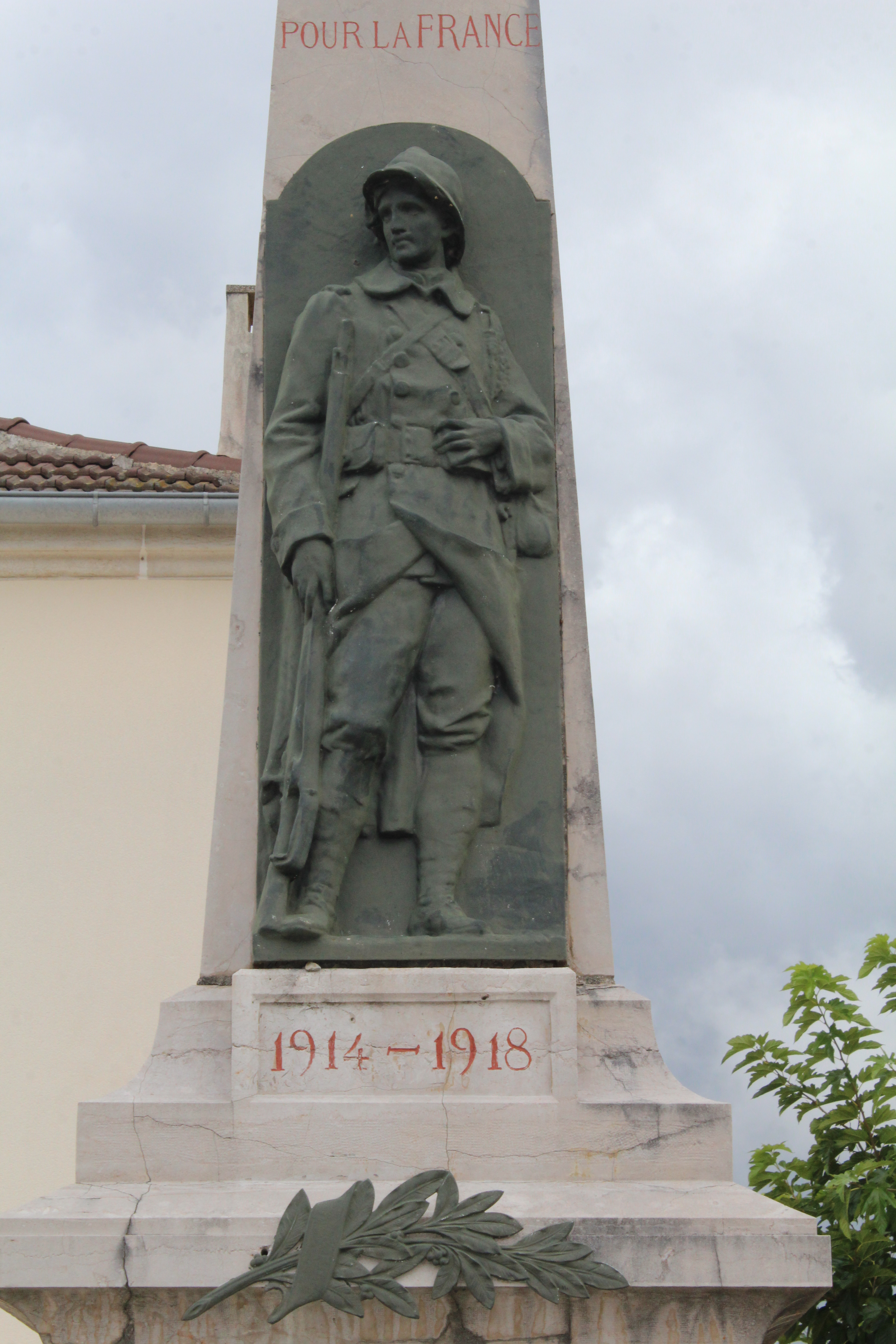
Monument aux morts du Deschaux.
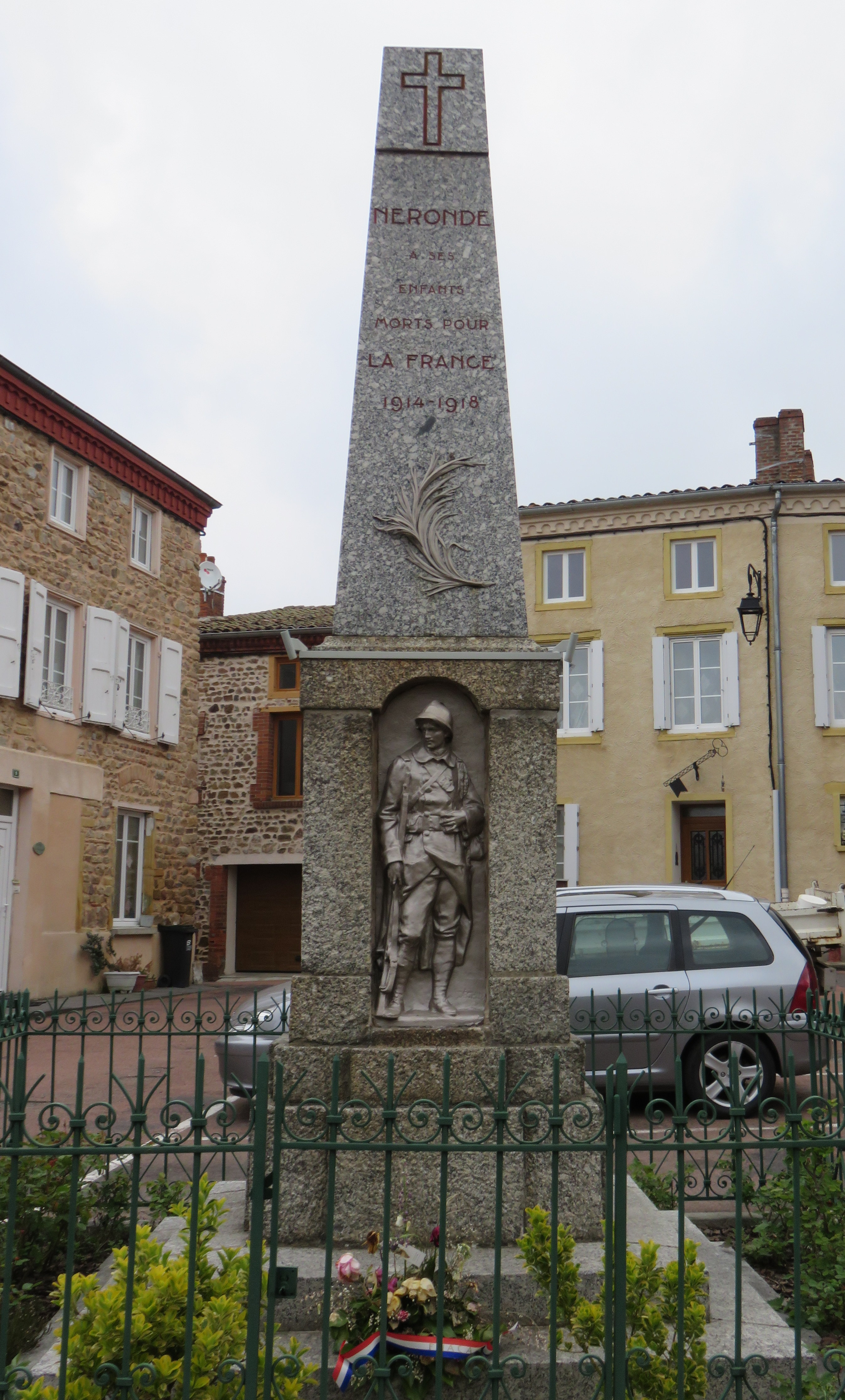
Monument aux morts de Néronde.

Œuvres de Jules Déchin
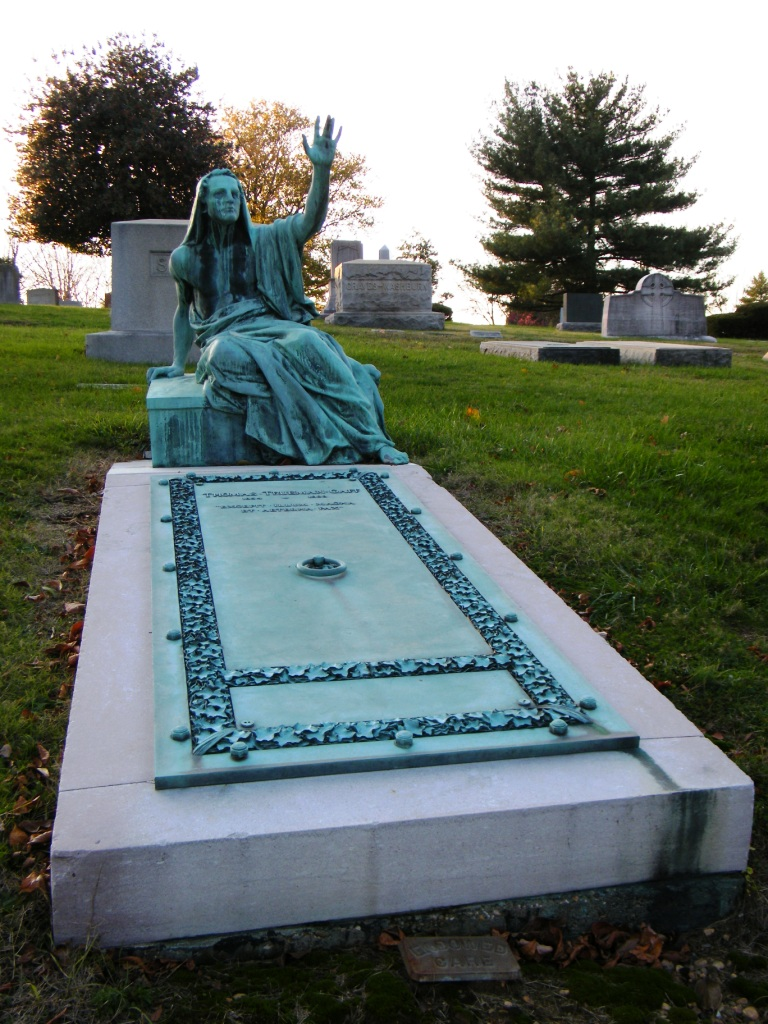
Goff Memorial (en) (1922), Washington.
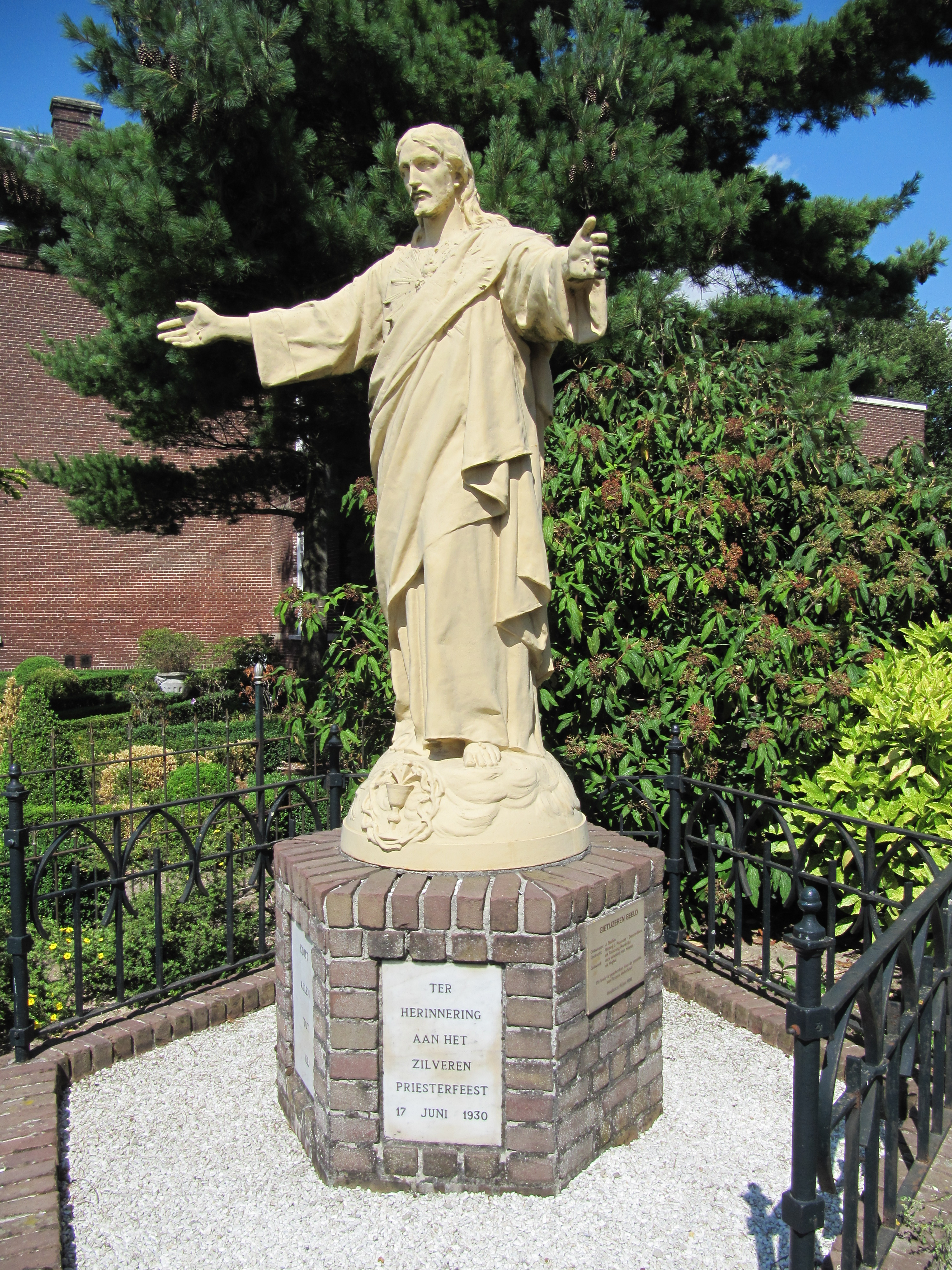
Le Sacré-Cœur de Jésus, Oploo.
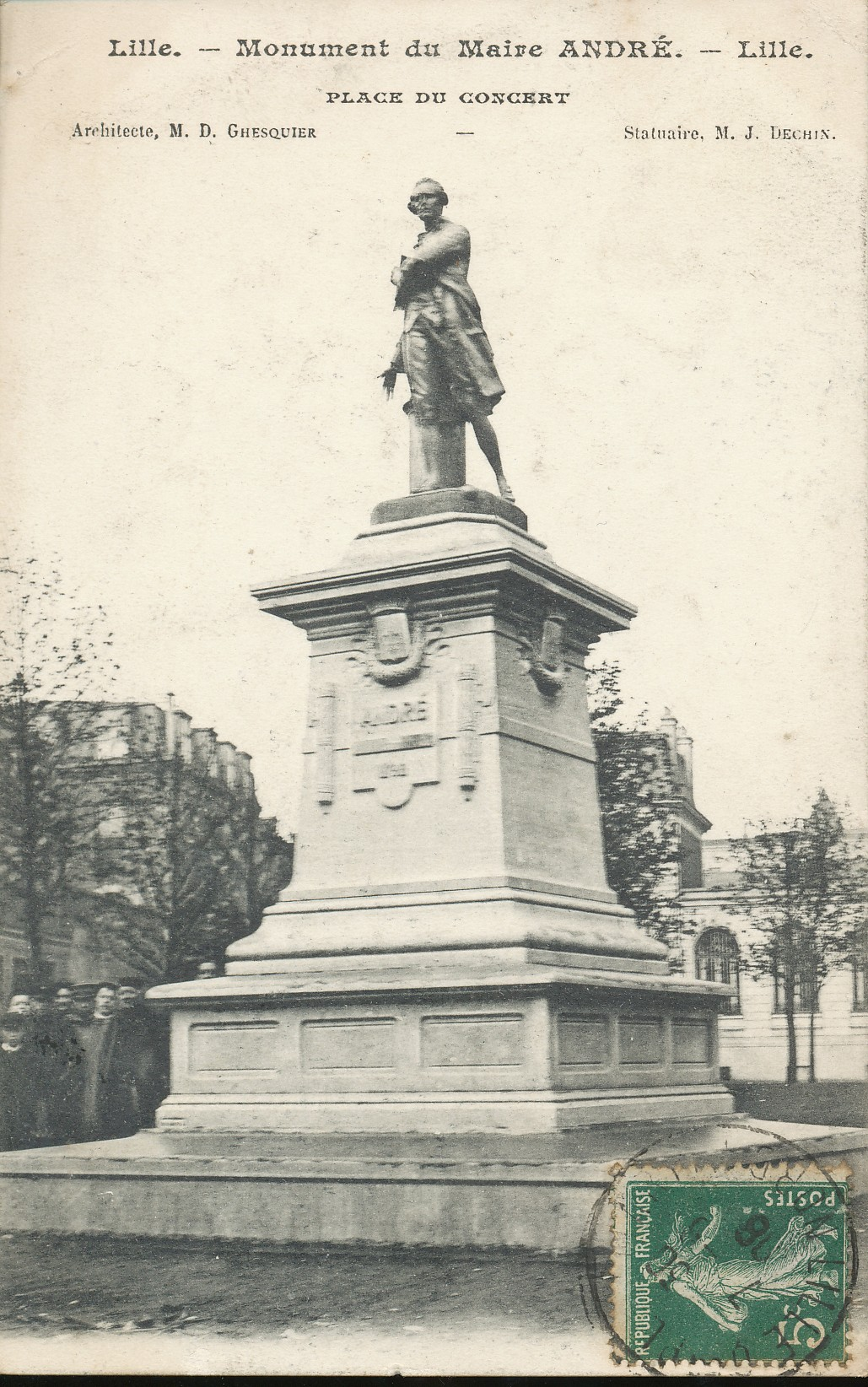
Monument au maire André (1908), Lille place du Concert.